# Bedford (entreprise)
Pour les articles homonymes, voir Bedford.
Bedford Vehicles, nom le plus souvent raccourci en Bedford, était une filiale du constructeur anglais Vauxhall, quand celui-ci faisait partie de General Motors. Fondée en 1930 et disparue en 1986, elle était spécialisée dans les véhicules utilitaires, dont elle fut un important acteur international. La marque fut longtemps l'entité la plus profitable de la galaxie General Motors en Europe.
La branche poids lourds de Bedford fut cédée par GM en 1987 pour devenir AWD Trucks (en), réduisant l'activité de la marque au seul marché des utilitaires légers dérivés de modèles Vauxhall/Opel, Isuzu et Suzuki. GM arrêta définitivement la marque Bedford en 1991, confiant le marché des véhicules utilitaires légers à ses marques généralistes européennes, Vauxhall ou Opel selon les pays.

## Histoire
Jusqu'en 1925, General Motors assemblait ses véhicules utilitaires au Brésil à partir de pièces produites dans ses usines canadiennes, puis les exportait vers la Grande-Bretagne, ce qui leur permettait de bénéficier de la Préférence impériale favorisant les importations issues de l'Empire britannique. Ces véhicules étaient vendus sous la marque « British Chevrolet ».
En 1925, GM racheta le constructeur Vauxhall, et fit transférer ses usines de Hendon à Luton, où se trouvait déjà le siège du constructeur. La production y débuta en 1929.

### Années 1930

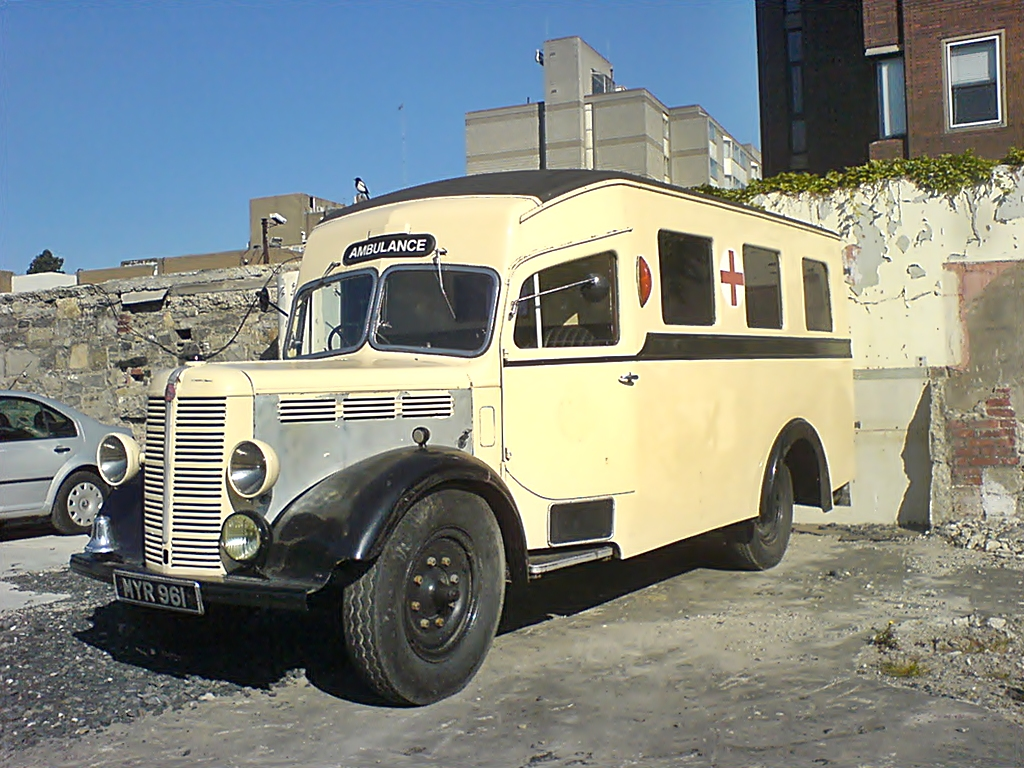
Bedford K ambulance

Les modèles AC et LQ, produits à Luton entre 1929 et 1931, ont été vendus sous la marque « Chevrolet Bedford », en relation avec la ville de Bedford, chef-lieu du comté de Bedfordshire, où est situé Luton. Plus tard, le nom Chevrolet fut supprimé et le premier véhicule entièrement badgé Bedford sortit des chaînes en avril 1931. Le modèle AC ne fut produit qu'en version camionnette légère (environ 600 kg) alors que le LQ fut décliné en plusieurs versions : camions, ambulance, camionnette ou bus. Seul un détail stylistique sur le radiateur permettait de distinguer ce véhicule de deux tonnes de son prédécesseur Chevrolet. Il était disponible en deux versions, la WHG avec un empattement de 3,330 mm ou la WLG avec un empattement de 3,990 mm. Ces modèles coexistèrent avec les Chevrolet AC et LQ pendant un an. En août 1931, une version bus fut ajoutée à la gamme, sous la dénomination WHB and WLB selon l'empattement.
La réussite de Bedford sur les marchés de la Grande-Bretagne et de son empire est due pour une large part au moteur six cylindres en lignes à soupapes en tête dont étaient équipés les véhicules, le Chevrolet Stove Bolt 6. Bien en avance sur son temps, ce moteur constitua la base des motorisations essence équipant les Bedford et Vauxhall pratiquement jusqu'à la fin.
En avril 1932, deux nouveaux utilitaires sont introduits, le WS (un camion de 1 500 kg) et la VYC (une camionnette de 600 kg). Bedford poursuivit la conquête du marché des utilitaires légers avec l'introduction des ASYC et ASXC, deux camionnettes dérivées de la berline Vauxhall Light Six. La gamme AS resta en production jusqu'en 1939.
En 1933, Bedford introduisit la gamme WT de 2 700 kg, disponible en deux versions, la WHT à empattement court (2,820 m) et la WLG à empattement long (3,990 m). Le WLG fut remanié par le déplacement de la cabine, de la motorisation et du radiateur vers l'avant pour donner naissance au WTL, caractérisé par une longueur de 4,3 m. En 1935, une version autobus du WTB fut lancée, et les modèles WS et VYC furent actualisés, ce dernier changeant de nom à l'occasion pour devenir le BYC, en raison notamment de l'adaptation du moteur et de la boîte synchronisée de la Vauxhall Big Six. La camionnette légère HC de 250 à 300 kg, dérivée de la berline Vauxhall Ten, apparut en 1938, tandis que les modèles WT et WS recevaient une nouvelle grille de calandre.
À la mi-1939, Bedford procéda à une refonte totale de sa gamme, ne gardant que le modèle HC. Des nouveaux modèles furent lancés : les poids lourds K (1500 à 2 000 kg), MS et ML (1800 à 2 700 kg), OS et OL (2 700 à 3 600 kg), OS/40 and OL/40 (4 500 kg), l'autobus OB, ainsi que la camionnette JC (500 à 600 kg), dérivée du nouveau Vauxhell J. Beaucoup des véhicules produits entre juin et septembre 1939 furent réquisitionnés par l'armée anglaise avec l'éclatement de la Deuxième Guerre mondiale. Lors de la retraite de Dunkerque, une partie importante de ces véhicules furent abandonnés sur place, après avoir été rendus inutiles en les faisant tourner sans huile jusqu'à la panne. Mais beaucoup de ces véhicules furent réparés par l'armée allemande et utilisés pendant toute la guerre, en parallèle avec les camions Opel Blitz (Opel était également filiale de GM). Leur utilisation se limita aux lignes arrière, en particulier par la défense civile).
À part un certain nombre d'exemplaires destinés à couvrir certains besoins civils, Bedford arrêta sa production de véhicules civils en 1945 pour se consacrer entièrement à la fabrication de matériel militaire.

### Seconde Guerre mondiale

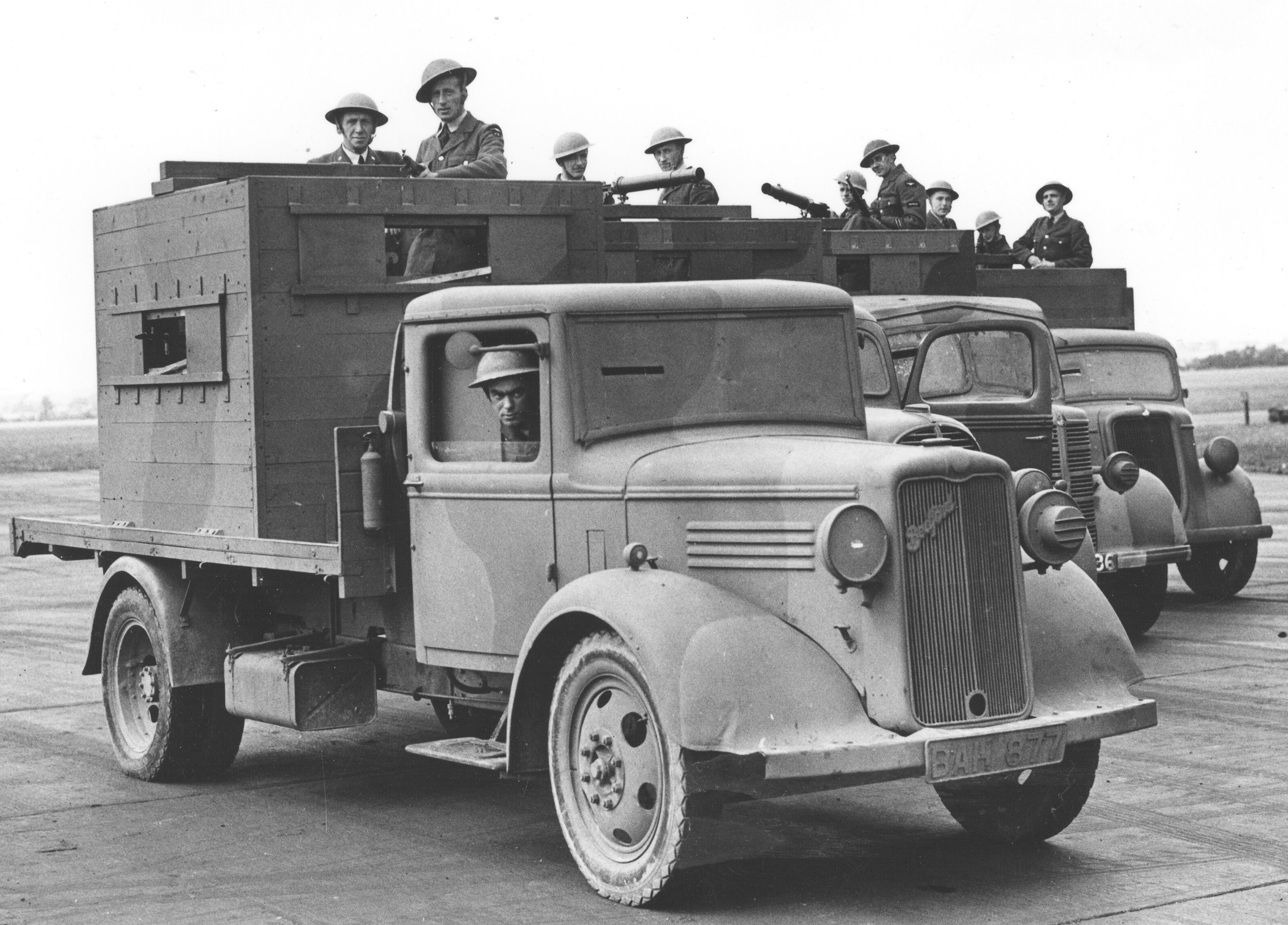
4 Bedford OYD Armadillo Mk Is de la RAF

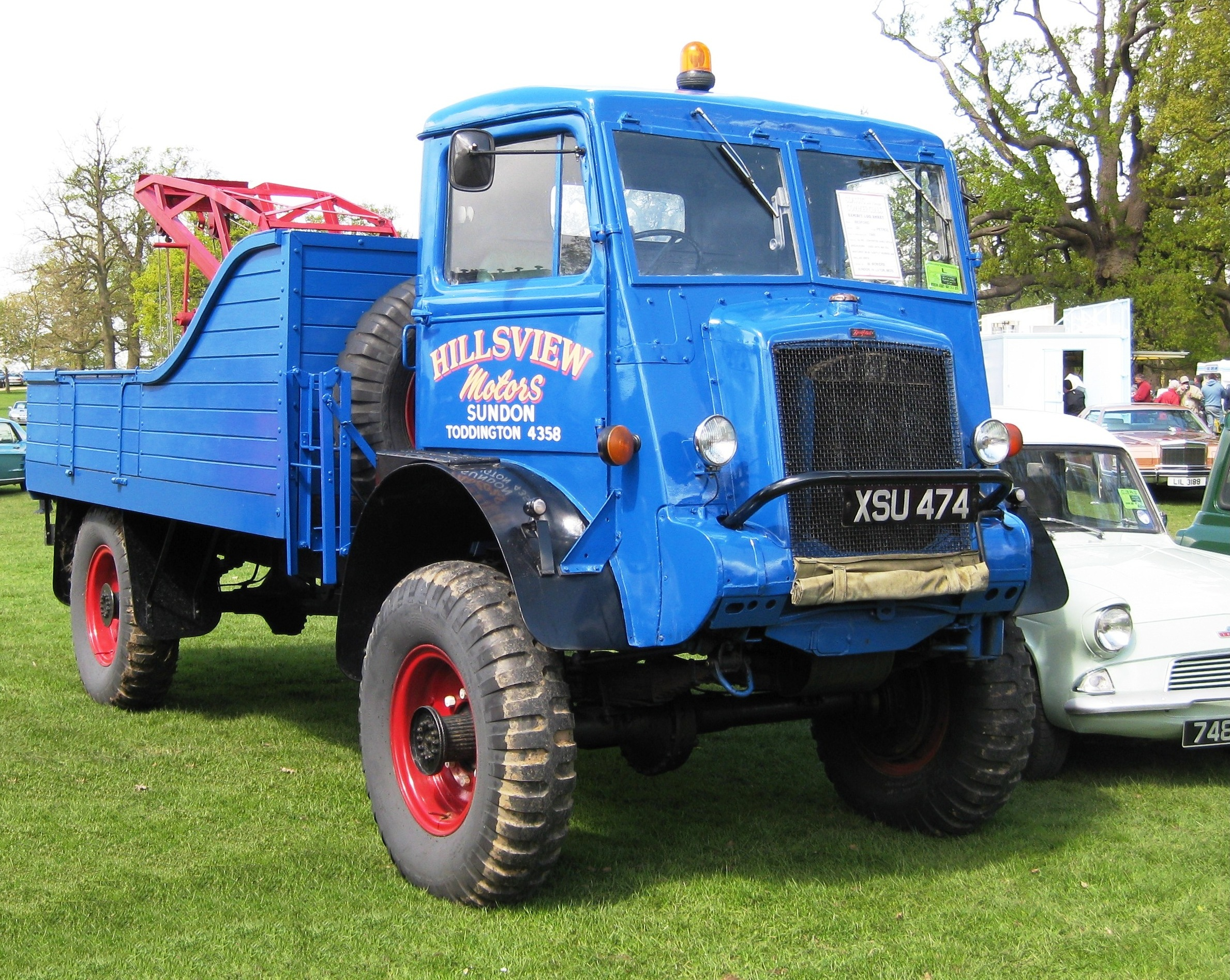
Un Bedford QL datant de la Seconde Guerre mondiale, avec sa cabine avancée (posée en surplomb du moteur), préfigurant le design des modèles d'après-guerre.

Le MW est un camion de 750 kg dont le développement fut lancé dès 1935 pour le compte du Bureau de la Guerre britannique. Entré en service en 1939, il fut produit à 65 995 exemplaires à la fin de la guerre en 1945. Il fut adapté à de nombreux usages : citerne à eau, transport de marchandises, transport de troupes, transport de carburant, tracteur de batterie anti-aérienne, etc.
Les modèles « civils » K, M et O lancés en 1939 furent rapidement adaptés aux besoins militaires. Les modifications apportées portèrent notamment sur le capot, plongeant vers une face avant plate dans laquelle sont incorporés les projecteurs, et l'ajout d'une barre de protection au radiateur. Portant les désignations OX et OY, ces modèles aussi servirent à de nombreux usages : cantines mobiles, transport de carburant, transport de marchandises, tracteur routier de remorques servant au transport des avions endommagés ou démontés de la RAF (cette version fut surnommée « tracteur Queen Mary »). Un certain nombre d'exemplaires du Bedford OXD de 1 350 kg furent convertis en véhicule blindé Bedford OXA. Au total 72 385 OY et 24 429 OX furent produits. Des modèles OY furent également transformés en Armadillo (en) pour la défense anti-aérienne ; ils furent équipés de mitrailleuses Lewis Mark I et de canons COW de 37 mm de récupération.
Des camions et tanks Beford équipèrent aussi l'Armée rouge soviétique pendant la guerre.
Avec ses quatre roues motrices et sa cabine avancée, le QL (rapidement surnommé « Queen Lizzie ») constitua à son lancement en octobre 1939 une nouveauté radicale dans la conception des véhicules Bedford. Comme pour les modèles MW, OX et OY, le QL servit à de nombreux usages : tracteur d'artillerie, transport de munitions, véhicule de commandement, véhicule de communication, transport de carburant ; il servit aussi, dans sa variante QLD, au transport de troupes. En réponse aux half-track allemands, aux capacités de franchissement supérieures, une version expérimentale du QL fut équipée de l'unité de traction de la chenillette d'infanterie Universal Carrier. Les QL furent produits en moyenne à 12 000 exemplaires par an entre 1942 et 1944. Une grande partie des véhicules militaires Bedford fut maintenue en service dans de nombreuses armées, dont l'armée britannique, jusque dans années 1960, et une autre grande partie fut démilitarisée et revendue pour des usages civils après la fin de la guerre.
Après l'évacuation de Dunkerque en juin 1940, l'armée britannique ne disposait plus que d'une centaine de chars, la plupart obsolètes et bien moins puissants que les chars allemands. Vauxhall reçut la mission d'étudier et de produire en moins d'une année un char lourd suffisamment puissant. En mai 1941, la production du char Churchill fut lancée à Lutton. 5 640 unités, ainsi que 2 000 moteurs de rechange, sortirent de différentes chaînes de fabrication, dont celles de Lutton. Le montage des camions fut déplacé en 1942 vers une nouvelle chaîne montée à Dunstable, située à environ 8 km à l'est de Luton.
La fabrication de l'autobus OB fut suspendue et remplacée par la fabrication d'une version « utilitaire », la OWB. Bedford fut le seul constructeur autorisé à construire des bus mono-étage pendant la durée des hostilités.
En plus de la fabrication de véhicules pendant la 2e guerre mondiale, Vauxhall Motors produisit aussi des casques de combat, des corps de roquettes et certains composants du turboréacteur britannique développé par Frank Whittle.

### Années 1950

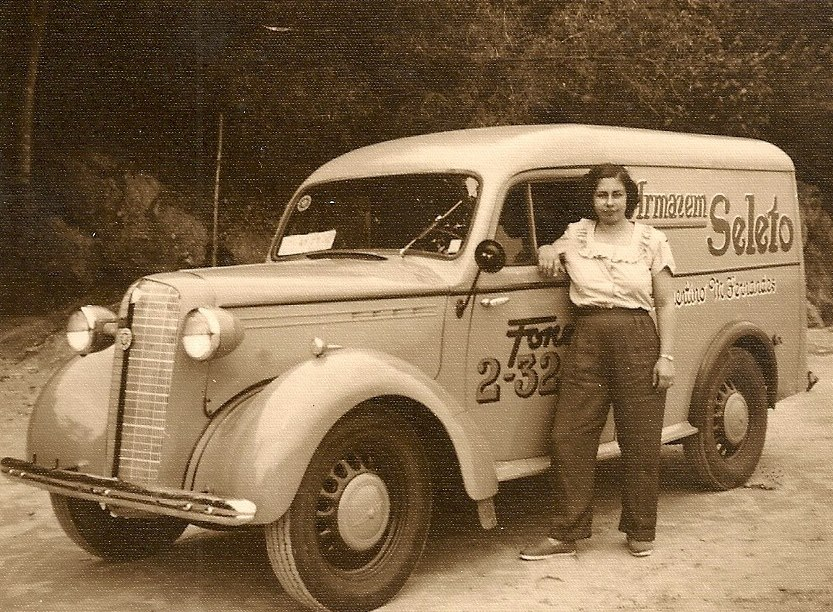
Camionnette Bedford PC (1950)

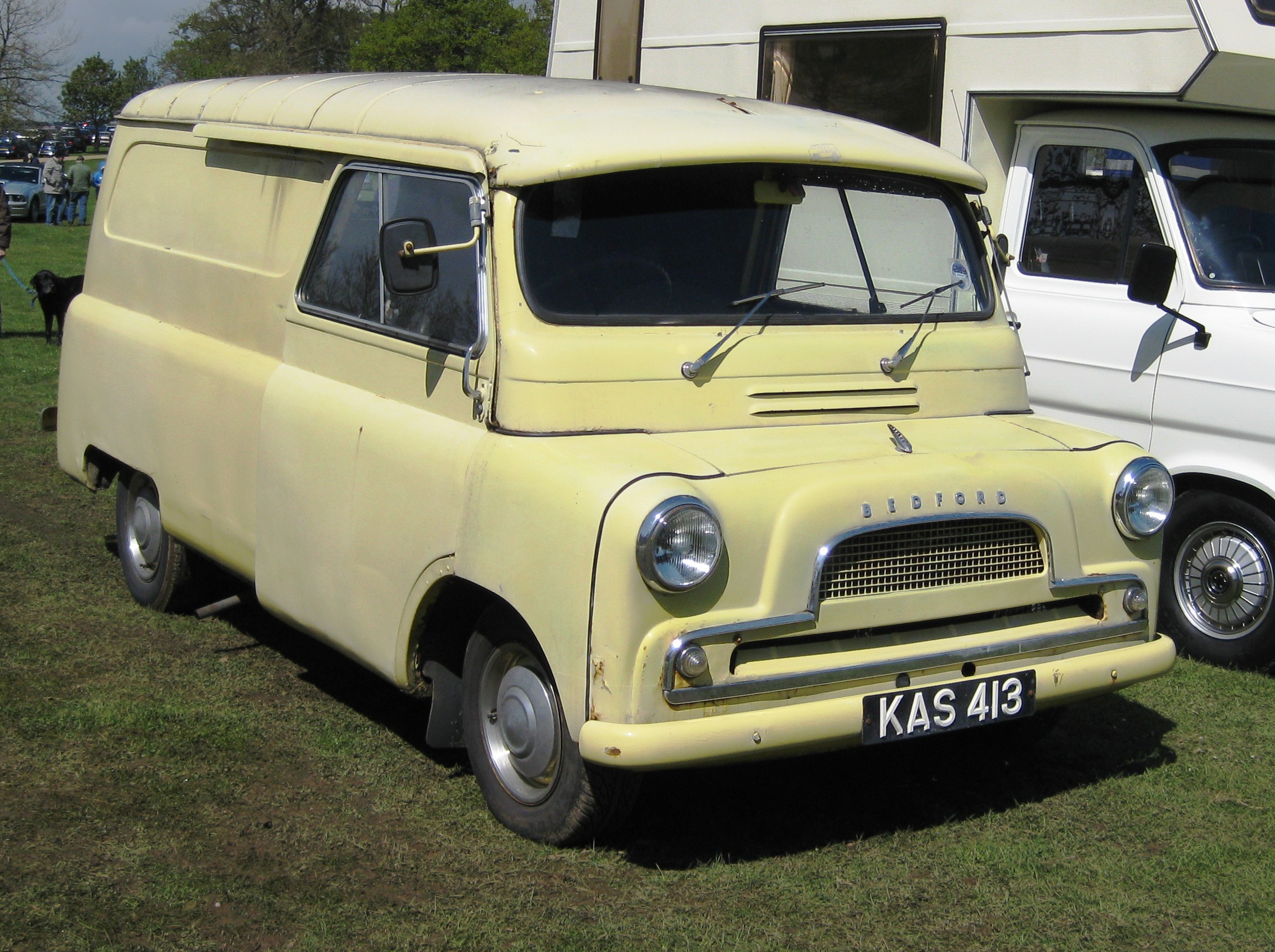
Bedford CA (1959)

Le van HC (de 250 à 300 kg) ne poursuivit que brièvement sa carrière après la guerre. En 1948, le moteur et le levier de vitesses sur colonne de direction du Vauxhall L Model Wyvern furent adaptés au JC (500–600 kg) pour donner naissance au PC. L'année 1952 vit arriver le modèle léger Bedford CA, préfigurant par son concept et sa taille le Ford Transit de 1965, et décliné en plusieurs versions de camionnettes et de pick-ups. Une caractéristique notable de ce modèle était son « nez » court dont la conséquence était que la partie arrière du moteur dépassait à l'intérieur de l'habitacle. La motorisation standard était constituée du Vauxhall OVH, un bloc essence avec cylindres en ligne de 1 508 cm3 ou, proposés plus tard en option, des blocs diesel Perkins 4/99 ou 4/108. Les performances étaient convenables pour l'époque, avec une vitesse maximale de 97 km/h pour la version essence et une consommation de 11 L/100 km. La boîte de vitesses à trois rapports qui équipa les premières versions du modèle, avec levier sur colonne de direction, fut plus tard remplacée par une boîte à quatre rapports.

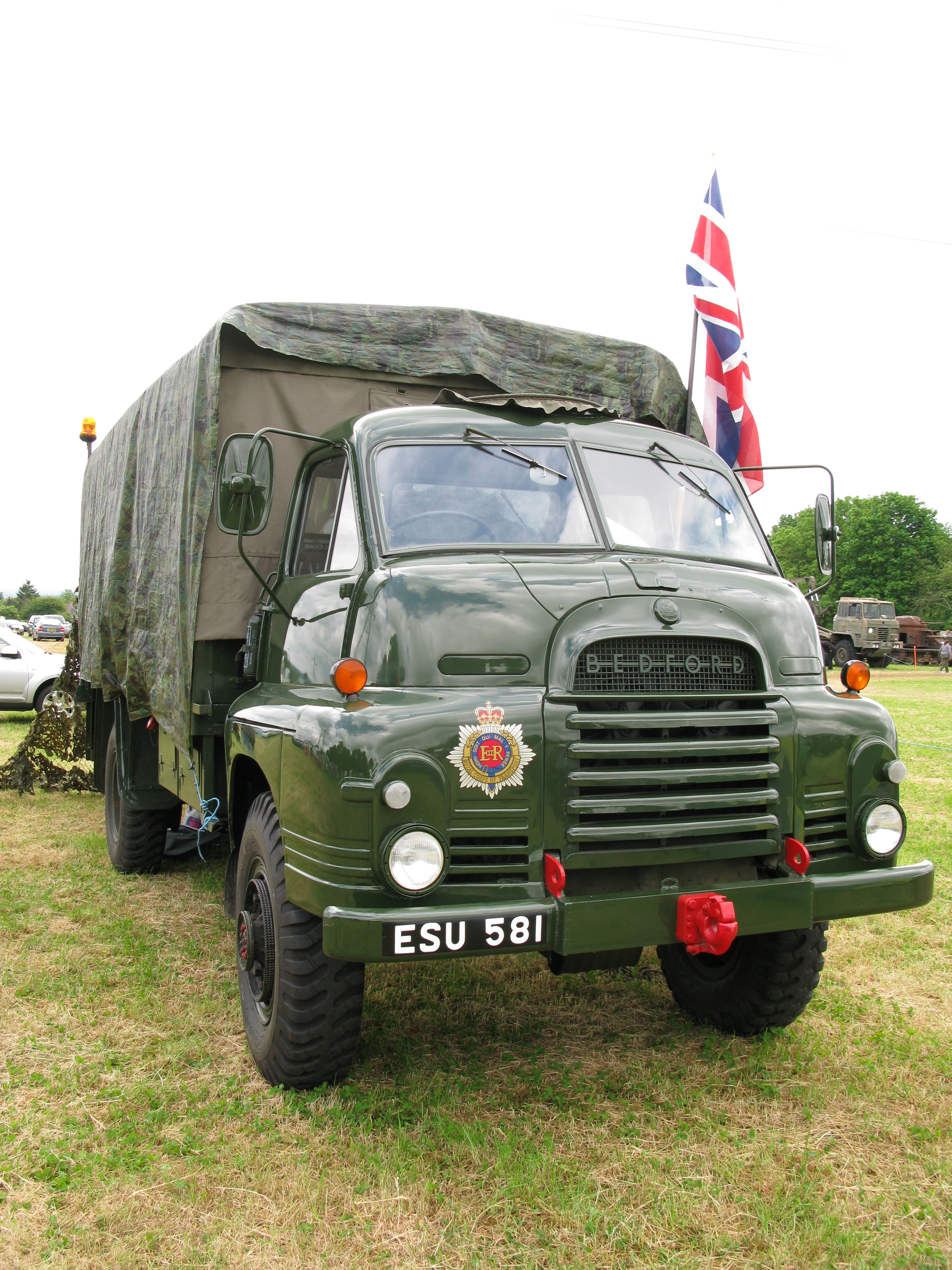
Bedford RL

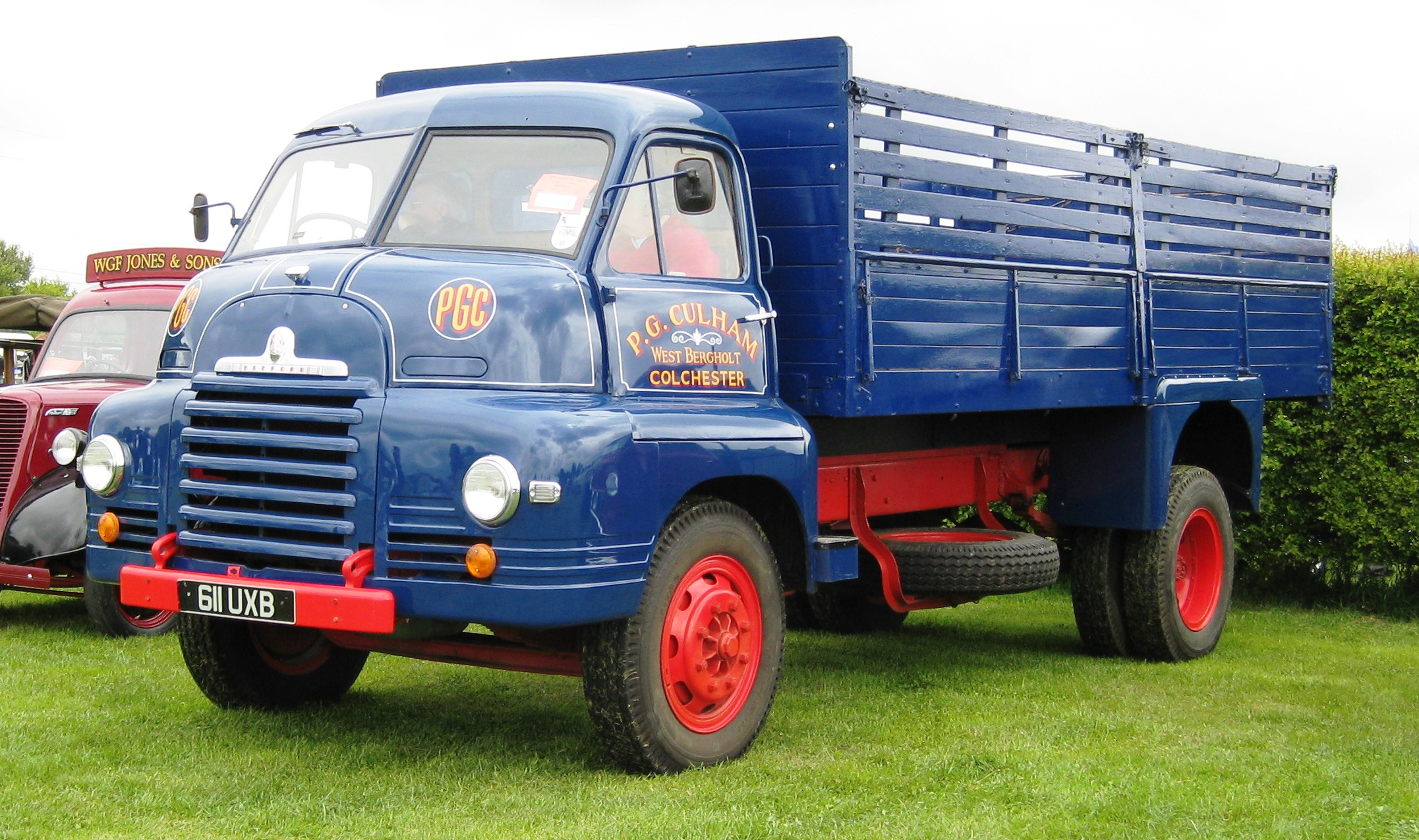
Bedford S

Le CA fut un grand succès tant sur le marché local qu'à l'export. Ce véhicule était disponible en standard en deux longueurs d'empattements (un long et un court), et deux variantes de châssis (châssis-cabine ou châssis-auvent), et il constitua une base privilégiée pour les ambulances, les camping-cars ou en tant que véhicule de vendeurs de glaces. Affectueusement surnommé « the Tilley », le CA connut une longue carrière, pendant laquelle il ne reçut que des modifications mineures, en particulier le remplacement du pare-brise en deux parties par un pare-brise d'un seul tenant. La production prit fin en 1969.
C'est un modèle complètement nouveau, le CF, qui prit la relève du CA. Il était équipé des nouveaux moteurs à arbre à cames en tête OHC. Cependant, face à la concurrence du Ford Transit, il ne réussit pas à reproduire le succès du CA.
L'un des événements les plus notables des années 1950 fut le transfert des chaînes de montage des utilitaires dérivés de véhicules légers à l'ancienne « usine fantôme » Vauxhall datant de 1942 et agrandie entre 1955 et 1957 (pour se conformer à la règle qui imposait que les chaînes de production fassent au moins un mile de longueur). Toutes les chaînes de production furent donc déménagées de Luton, sauf celles des utilitaires légers. Cette usine resta en production jusqu'en 1986.
Les années 1950 virent aussi le lancement d'une nouvelle gamme de véhicules qui connut par la suite une grande popularité, la gamme de camions type S, surnommés les Big Bedfords. Cette gamme permit à Berdford d'entrer le marché des véhicules de 6-7 t. Le modèle le plus emblématique de cette gamme est le RL à traction intégrale et garde au sol élevée, un camion-citerne feux de forêts. Communément appelé « Green Goddess », il fut utilisé par les Services auxiliaires britanniques d'incendie jusqu'en 1968. De son côté, le Bureau de l'Intérieur britannique maintint en réserve jusqu'en 2004 plus de 1000 exemplaires de ce véhicule pour faire face à d'éventuelles grandes catastrophes. Beaucoup de ces véhicules poursuivent leur carrière dans des pays africains, comme le Kenya. Le modèle C est la version à cabine avancée du modèle S.
Ces véhicules étaient disponibles en versions porteur et tracteur, avec des motorisations essence ou diesel. Le RL équipa les armées de plusieurs pays du Commonwealth, notamment l'armée britannique, qui s'équipa de Bedford RL dotés d'un moteur 6 cylindres en ligne de 4,9 L essence. Ce véhicule fut aussi largement utilisé dans le civil.
Lancée en 1950 parallèlement à la gamme S, la nouvelle gamme de bus SB connut immédiatement le succès tant en Grande-Bretagne qu'en Inde, au Pakistan, en Australie, en Nouvelle-Zélande et dans de nombreux autres pays africains. Le châssis du SB fut également utilisé comme base à un certain nombre de véhicules spécialisés : bibliothèques mobiles, engins d'incendie, unités de contrôle de la défense civile. La plus grande flotte de bus au monde appartenait à la compagnie de chemins de fer néo-zélandais, avec 1280 unités construites entre 1954 et 1981.
La gamme Bedford TK remplaça la gamme S en 1959, mais pas entièrement, car la construction du modèle RL se poursuivit jusqu'en 1969, où il fut remplacé par le type M, construit avec un minimum de modifications à base des modèles TK pour la partie cabine et RL pour la partie mécanique.
La production des modèles d'avant-guerre K, M et O ainsi que le modèle S se poursuivit jusqu'en 1953. À cette date, Bedford adopta un nouveau style « transatlantique » pour ses berlines modèles E Wyvern et Velox et en 1953 Bedford adopta à son tour ce style pour ses camions de milieu de gamme. La nouvelle gamme, appelée TA, était mécaniquement très similaire à la gamme précédente, mais disposait d'une nouvelle cabine d'inspiration Chevrolet. Cette gamme était généralement désignée sous le nom « série A », suivi d'un chiffre (2 à 5) identifiant la gamme de poids. Un moteur diesel Perkins spécialement préparé était proposé en option. La gamme TA (ou la série A) connut en 1957 une évolution et devint la gamme TJ (ou la série J).
En 1958 était introduit un camion léger à cabine conventionnelle et à moteur essence ou diesel, le Bedford TJ. Si ses chiffres de vente sur son marché local furent assez faibles (excepté à la poste britannique), il connut au contraire un grand succès à l'export dans les pays en voie de développement, favorisé par son architecture simple et rustique. Il fut produit pour le marché de l'export jusqu'à l'arrêt définitif de la marque Bedford.

### Années 1960 et 1970
Dès son lancement en 1959, la gamme Bedford TK a été produite à de larges volumes et a servi de base à de nombreux véhicules dérivés, parmi lesquels on peut citer des fourgons d'incendies, des camions militaires, de transport de chevaux, à benne, à plateau, et autres véhicules utilitaires. Il existait une version utilisée par la poste britannique, portant le surnom de « putois », spécialisée dans la pose de poteaux télégraphiques. En 2014, l'armée britannique utilisait encore des Bedford MK à 4 roues motrices (dérivé du TK),.
Dans les années 1960 et 1970, le TK, équipé de moteurs diesel ou essence à 4 ou 6 cylindres en ligne, et le Ford D, son concurrent direct, constituaient la référence en matière de camion léger en Grande-Bretagne. Le TK était disponible tant en version porteur qu'en version tracteur léger, équipé d'une sellette Scammell.
Très similaire au TK, le Bedford KM proposait une cabine à la face avant restylée et revendiquait une plus grande charge utile (au-delà de 14,5 t). Ce véhicule se rencontre encore malgré son âge dans de nombreux pays en développement, où il est très apprécié pour sa robustesse et sa simplicité technique.
Entre 1961 et 1968, des camions et autobus Bedford furent produits par General Motors Argentina dans une usine située à San Martin

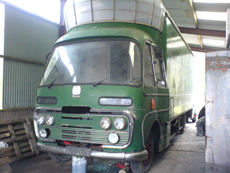
Bedford SB équipé pour le cinéma mobile (1967)

En 1967, sur commande du ministère de Technologie (en), sept Cinémobiles furent construits sur la base de châssis Bedford SB3 équipés de caisses Panorama de Plaxton. Ces véhicules faisaient le tour des usines pour promouvoir les techniques modernes de production et élever les standards. La caisse en aluminium extrudé fut fabriquée par Coventry Steel Caravans. L'un des exemplaires de ces cinémobiles est devenu, après restauration, un véhicule de collection. Baptisé « The Reel History Bus » (« Le bus de l'histoire en bobine »), ce véhicule a été utilisé en particulier par l'émission de la télé britannique Reel History of Britain.
Le modèle de catégorie inférieure Bedford CF a eu moins de succès, largement en raison de la domination du Ford Transit. À l'exception de British telecom ou de British Gas plc, le CF n'eut pas plus de succès auprès dans les flottes de sociétés, qui lui préféraient le Transit, perçu comme moins cher à l'achat et à l'entretien. Une autre raison de l'impopularité du CF est son moteur en position inclinée 4 cylindres essence SOHC emprunté aux Vauxhall Victor FD et FE, notoirement connu pour sa rugosité, son importante consommation d'essence et la fragilité de sa courroie de distribution. Le CF fut tout de même largement adopté comme base pour les fourgons de vendeurs de glaces. Plus tard, le modèle CF2 fut équipé du moteur de l'Opel Ascona, plus fiable.
En Australie, Holden, une filiale de General Motors, entreprit l'assemblage de la gamme CF dans laquelle a été monté un six-cylindres en ligne emprunté à sa gamme de voiture de tourisme, ceci dans le but de concurrencer la version australienne du Ford Transit, également équipé d'un six-cylindres en ligne emprunté à la version locale du Ford Falcon.
Les plus petits utilitaires dérivés de breaks furent le fourgon Bedford HA, basé sur le Vauxhall Viva HA, et le Bedford Chevanne (qui connut une carrière très courte), basé sur la Vauxhall Chevette.
Bedford produisit aussi un certain nombre de châssis de bus, des modèles d'entrée de gamme, au prix abordable.

### Années 1980
Par manque d'investissement sérieux, les modèles TK/KM et MK, qui ont constitué l'essentiel de la production de Bedford dans les années 1960 et 1970, se retrouvèrent de plus en plus dépassés techniquement. En 1982, toute la gamme TK fut remplacée par la nouvelle gamme TL, sauf les versions militaires du TK, qui continuaient à être produites pour le compte du ministère britannique de la Défense. Longtemps attendue mais arrivée avec bien du retard, la gamme TL ne put jamais reproduire le succès de la gamme précédente, notamment en raison de la qualité supérieure des produits proposés par la concurrence, Volvo, MAN ou Mercedes-Benz.
Avec une charge utile (poids nominal brut de la remorque) allant jusqu'à 42 tonnes, Le Bedford TM fut le plus gros des camions modernes de la marque. Le TM était disponible avec des blocs diesel d'origine GM ou Detroit et s'il put rassembler une petite mais loyale base de clients, il ne put jamais concurrencer sérieusement des constructeurs aux volumes de production plus importants comme Volvo ou Scania. Le turc Genoto assembla des Bedford sous licence.
Bedford connut ses premières difficultés quand il échoua à remporter le marché lancé par le ministère britannique de la Défense pour la fourniture d'un camion standard de 3 600 kg, désigné sous le référence 4x4 GS (general service). Bien que son modèle fut aussi performant que le modèle concurrent de Leyland (plus tard Leyland-DAF) lors des tests intensifs effectués par l'armée britannique, et que cette dernière eut exprimé sa préférence pour la poursuite de la longue relation de confiance qu'elle entretenait avec Bedford, c'est le véhicule Leyland qui fut choisi.
Beaucoup ont vu dans cette décision des raisons politiques, le gouvernement Thatcher ayant considéré que la commande de camions de 3 600 kg était capitale pour la survie à long terme de Leyland, en particulier dans le cadre du projet de fusion Leyland-DAF. Cette décision eut aussi des conséquences indirectes sur GM, dont la proposition de racheter la division Land-Rover de British Leyland dans le but de faire travailler en tandem les deux marques (Land Rover et Bedford) et de créer un acteur majeur dans le domaine des 4x4 civils et militaires, fut rejetée.
S'ajoutant à ce revers, l'avance technologique prise au milieu des années 1980 par les constructeurs concurrents leur a permis d'augmenter de plus en plus leurs parts de marché au détriment de Bedford. Dans les faits, la gamme de camions Bedford, encore largement basée sur la gamme TK datant des années 1960, était devenue obsolète par rapport à ce que proposait la concurrence, ce qui a eu pour conséquence un profond déclin des ventes non militaires. Cela a finalement poussé GM à décider l'arrêt de la production de véhicules utilitaires Bedford, et la fermeture de l'usine de Dunstable en 1986
À partir de là, le nom Bedford ne subsista plus qu'en tant que logo apposé sur des clones de petits utilitaires rebadgés : l'Astravan, dérivé de l'Astra, le fourgon CF, et enfin le Bedford Rascal (sur une base Suzuki Every) et le Bedford Midi (sur une base Isuzu Fargo), renommé plus tard Vauxhall Midi.

### Isuzu et IBC
Le premier partenariat signé entre Bedford et Isuzu date de 1976 et portait sur la commercialisation d'une version rebadgée Bedford KB de la camionnette Isuzu Faster. Même si les ventes de ce modèle (dont les versions suivantes ont été renommées Bedford/Vauxhall Brava) furent assez faibles en Grande-Bretagne, il a ouvert la voie à une collaboration étroite entre les deux constructeurs, culminant avec la création de la coentreprise IBC.
En 1986, l'usine d'assemblage de Luton fut affectée à IBC Vehicles (Isuzu Bedford Company Ltd), la coentreprise créée par Isuzu et Bedford pour produire le Bedford Midi, une version rebadgée du Isuzu Fargo.
À partir de 1991, l'usine produisit le Frontera, version rebadgée de l'Isuzu MU Wizard et l'Arena, version rebadgée du Renault Trafic, les deux vendus sous les marques Vauxhall et Opel. Le nom Bedford disparut complètement, à l'exception du clone du Midi, dont la commercialisation sous le nom Bedford Seta se poursuivit encore quelques années.
En 1988, GM mit fin à la coentreprise et l'usine de Luton fut transférée à une nouvelle entité, GMM Luton, chargée de produire les modèles Vauxhall/Opel Vivaro, Renault Trafic et Nissan Primastar.

### David John Bowes Brown et AWD

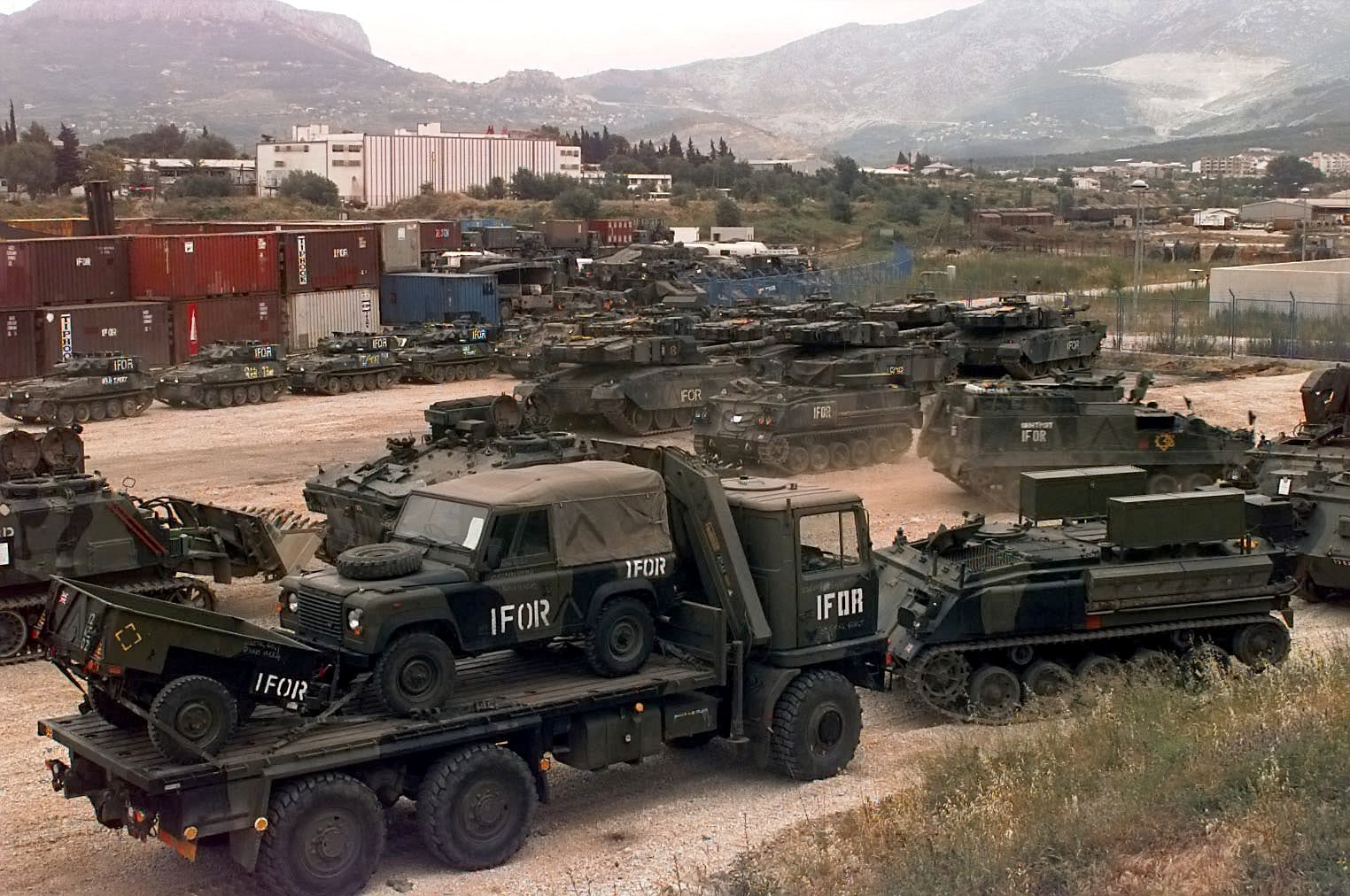
Camion AWD Bedford TM 6-6 (6x6) de 14000 kg

L'activité de production de poids-lourds ainsi que le site de production de Dunstable furent cédés en 1987 à la société AWD Ltd, détenue par David John Bowes Brown. La vente ne concernait pas le nom de marque Bedford, toujours utilisé par GM pour les camions militaires. John Bowes David Brown est le concepteur, en 1973, du tombereau articlulé DJB D250, construit par DJB Engineering Ltd à Peterlee, en Angleterre. En 1985, DJB a été rebaptisée Artix, lorsque les camions sont passés sous la marques Caterpillar. Artix fut finalement vendue à Caterpillar en 1996.
AWD poursuivit la production des modèles TL et TM, de même que l'AWD Bedford TK (une version rebadgée et modernisée du Bedford TK/MK) pour le compte de l'armée britannique. L'offre moins chère de la concurrence et le quasi effondrement du marché britannique ont fini par avoir raison de la société AWD qui se déclara en faillite en 1992 ; elle a été rachetée par le réseau de concessionnaires Marshall of Cambridge.

## Identité visuelle

Logo de Bedford Vehicles
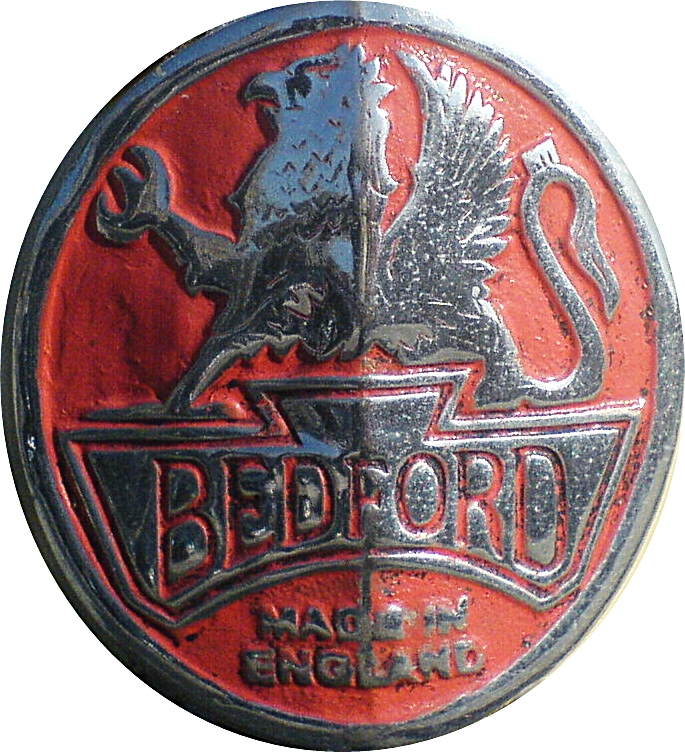
Ancienne version du logo de Bedford au griffon.
Seconde version du logo avec le V de Vauxhall à gauche du griffon.
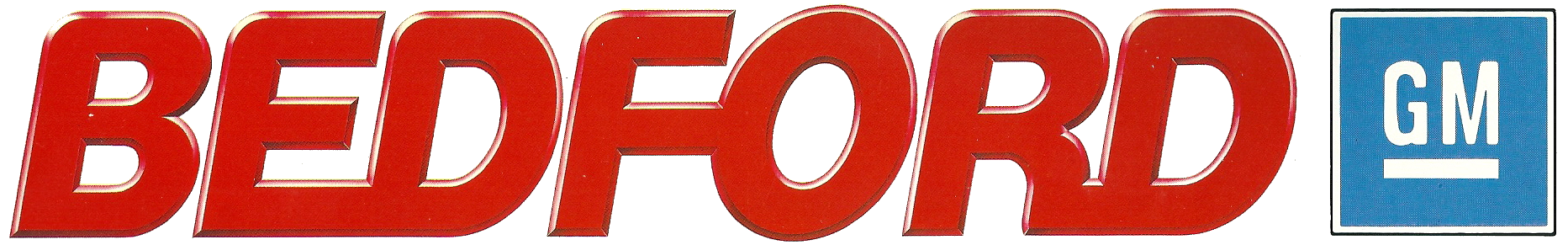
Troisième et dernière version du logo conçu par General Motors.

Bedford a réutilisé le griffon de Vauxhall, dérivé des armoiries de Falkes de Breauté, à qui Jean sans Terre avait accordé le château de Bedford. Il acquit une propriété à Londres, connue sous le nom de Fulk's Hall, et celle-ci devient plus tard le siège de Vauxhall, le nom d'origine de Vauxhall Motors, avant de déménager plus tard encore à Luton. Le logo de Bedford différait de celui de Vauxhall par l'absence du drapeau porté par le griffon, mais il apparut dans les dernières versions du logo, le drapeau étant frappé de la lettre B (pour Bedford) au lieu de la lettre « V ».

## Produits
Liste de modèles produits par Bedford à Luton.

### Modèles Bedford

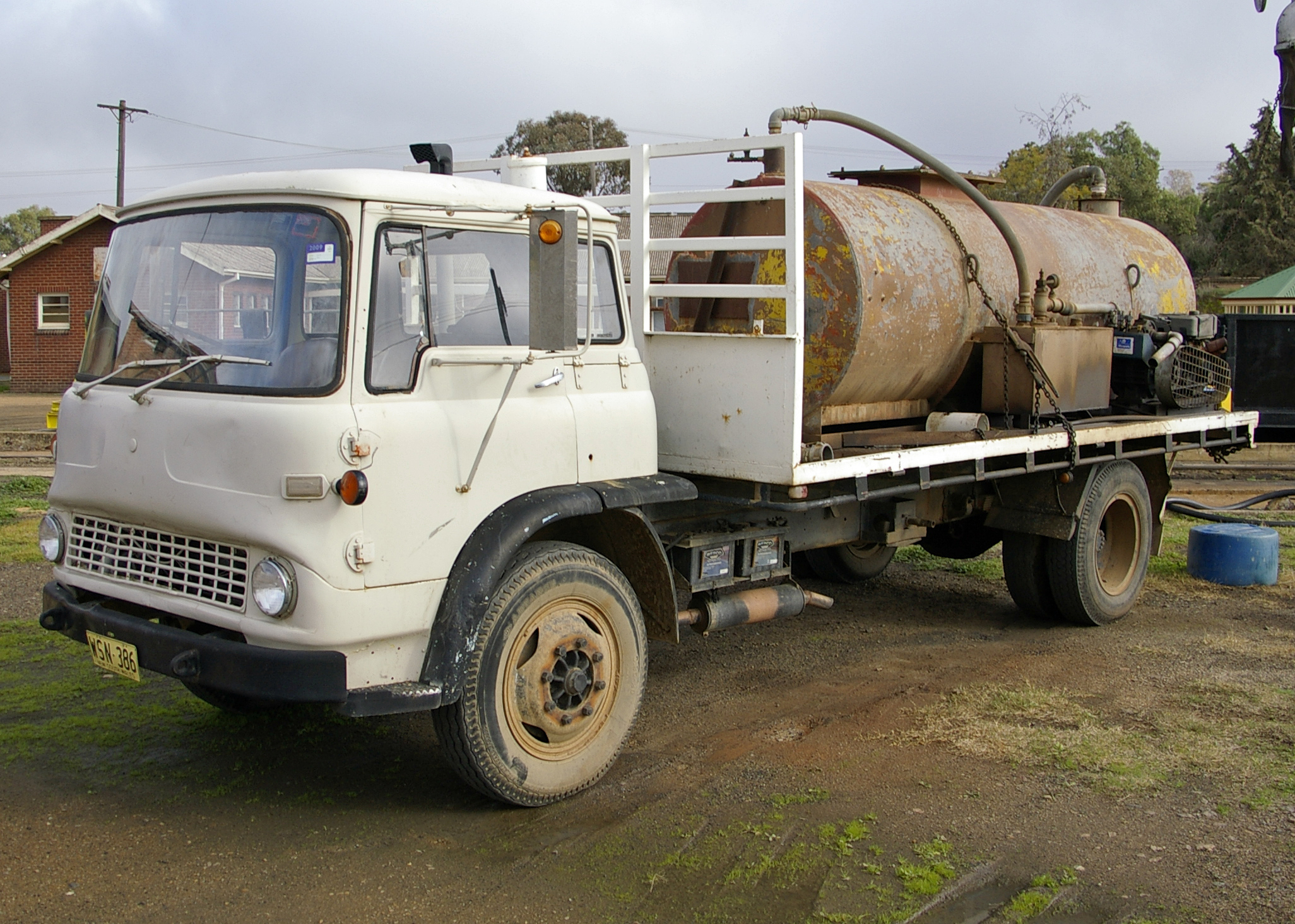
Bedford TK

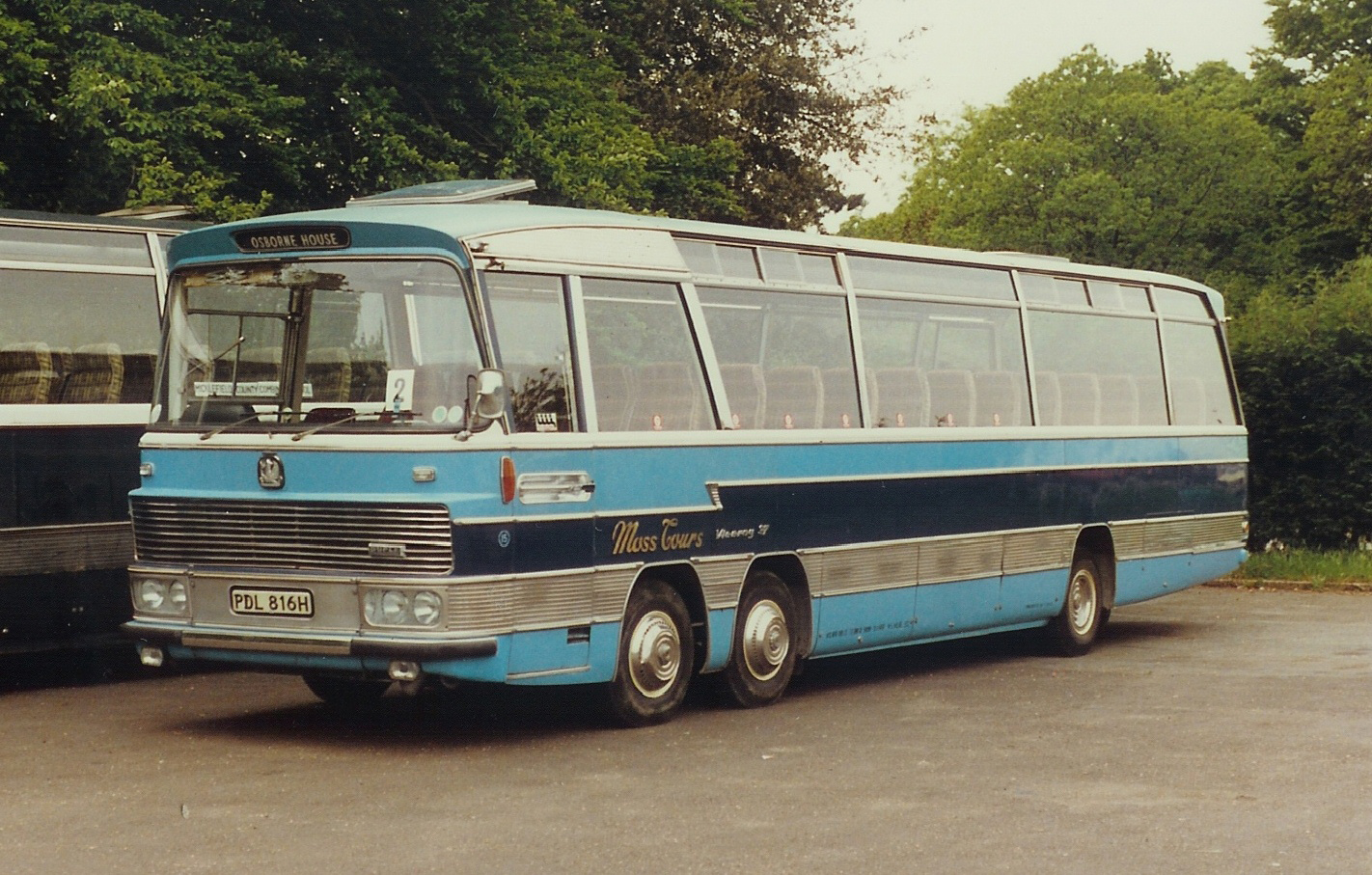
Bedford VAL

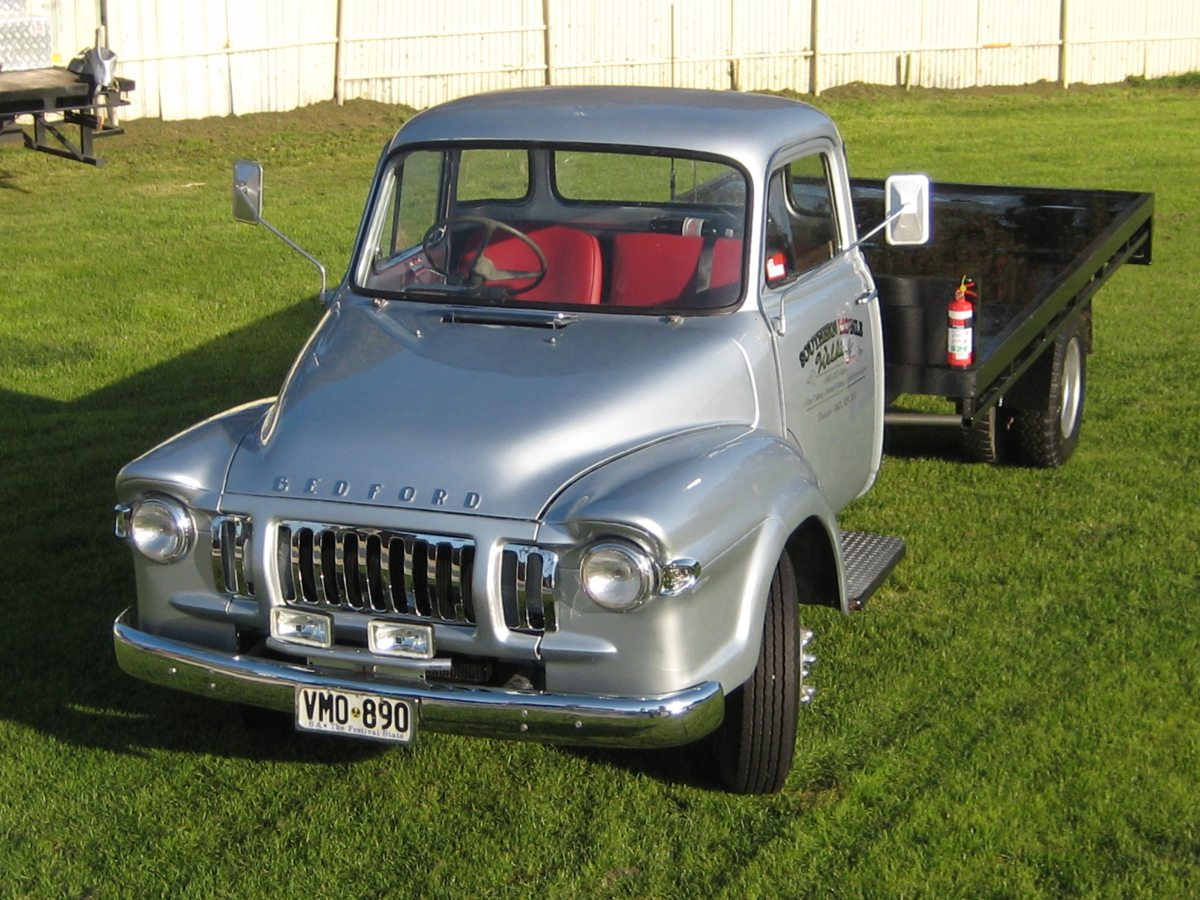
Bedford TJ J3

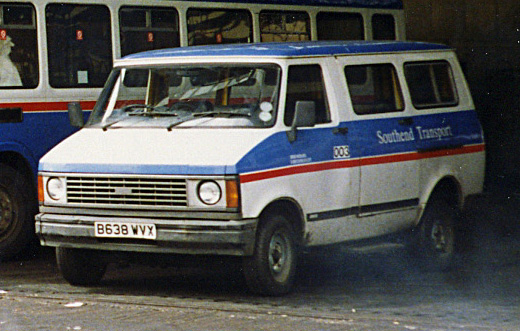
CF series 2 (1985)

Par ordre de longueur, approximativement
- Bedford Rascal
- Bedford HA (dérivé du Vauxhall Viva)
- Bedford Beagle (version break du HA ; voir supra Vauxhall Viva)
- Bedford Chevanne (dérivé du Vauxhall Chevette)
- Bedford Astra (dérivé des breaks Vauxhall Astra Mk 1 et Mk2)
- Bedford Astramax (version fourgonnette de l'Astra Mk2)
- Bedford Midi
- Bedford Brava
- Bedford CA
- Bedford CF et Opel Bedford Blitz
- Bedford Dormobile
- Bedford MW
- Bedford W series
- Bedford K series
- Bedford M Series
- Bedford O series
- Bedford A series
- Bedford D series
- Bedford S series
- Bedford ML (camion et autobus)
- Bedford OB (autobus)
- Bedford JJL (autobus)
- Bedford SB (autobus)
- Bedford VAS (autobus)
- Bedford RL
- Bedford TK
- Bedford TJ
- Bedford TL
- Bedford RK
- Bedford MK
- Bedford MJ
- Bedford KM
- Bedford VAL (autobus)
- Bedford VAM (autobus)
- Bedford Y series (buses)(vertical mid-engine)
  - 8 mètres
    - YMP/S

  - 10 mètres
    - YRQ
    - YLQ
    - YMQ
    - YMP

  - 11 mètres
    - YRT
    - YMT
    - YNT

  - 12 mètres
    - YNV Venturer
- Bedford TM
  - Bedford TM 4x4

### Modèles Vauxhall
(certains de ces modèles ont également été vendus sous d'autres marques de GM, notamment Opel)
- Vauxhall Midi
- Vauxhall Astramax
- Vauxhall Brava
- Vauxhall Rascal (Bedford Rascal rebadgée)
- Vauxhall Frontera (SUV 4x4)
- Vauxhall Vivaro

### Modèles Renault
- Vauxhall et Opel Vivaro A (issus de plateforme commune avec les Renault Trafic II et Nissan Primastar I)
- Vauxhall et Opel Vivaro B (issus de la plateforme commune avec les Renault Trafic III et Fiat Talento II et Nissan NV300)

### Ventes d'autobus entre 1931 et 1966
| Modèle | Empattement (cm) | Sièges | Lancement | Arrêt | Ventes G-B | Ventes export | Total  |
| ------ | ---------------- | ------ | --------- | ----- | ---------- | ------------- | ------ |
| WHB    | 333              | 14     | 7/31      | 5/33  | 94         | 8             | 102    |
| WLB    | 399              | 20     | 7/31      | 9/35  | 1431       | 464           | 1895   |
| WTB    | 424              | 26     | 1/35      | 7/39  | 2556       | 664           | 3220   |
| OB     | 442              | 26     | 8/39      | 10/39 | 52         | 21            | 73     |
| OWB    | 442              | 32     | 1/42      | 9/45  | 3189       | 209           | 3398   |
| OB     | 442              | 29     | 10/45     | 11/50 | 7200       | 5493          | 12693  |
| SB     | 523/548          | 33/41  | 10/50     |       | 14050      | 14727         | 28777* |
| VAS    | 416              | 29/30  | 8/61      |       | 698        | 454           | 1152*  |
| VAL    | 538              | 49/52  | 8/62      |       | 776        | 128           | 904*   |
| VAM    | 490              | 45     | 8/65      |       |            |               |        |

- Les chiffres de ventes des modèles SB, VAS, VAL et VAM sales s'arrêtent à juin 1965, la production production ultérieure à cette date n'est pas incluse[14].

## Galerie

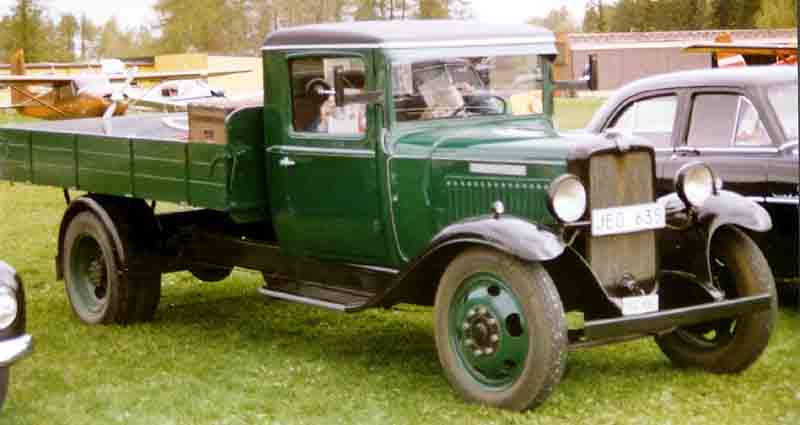
Camion Bedford Six WLG de 2,5 t (1932)
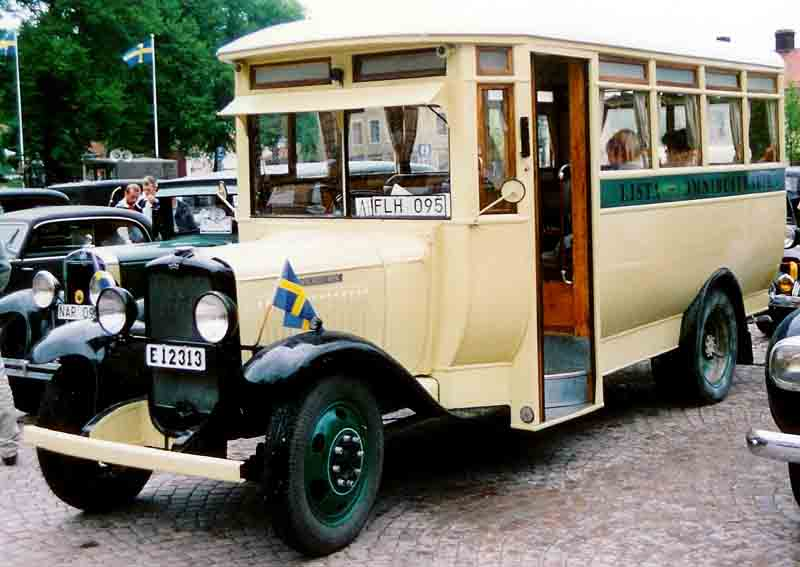
Autobus Bedford WLB (1932)
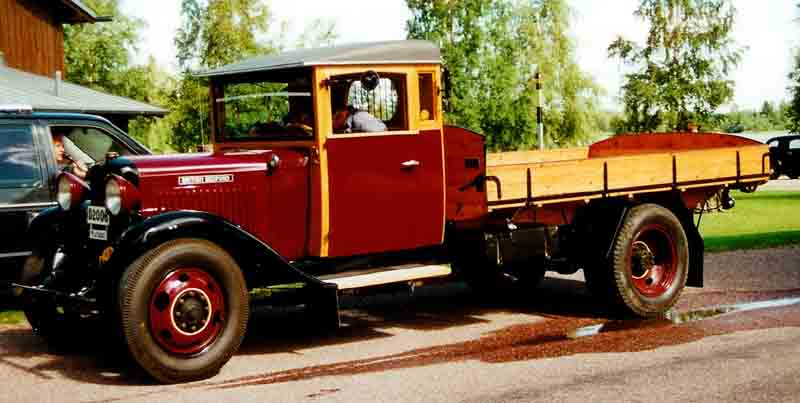
Camion Bedford WLG (1933)
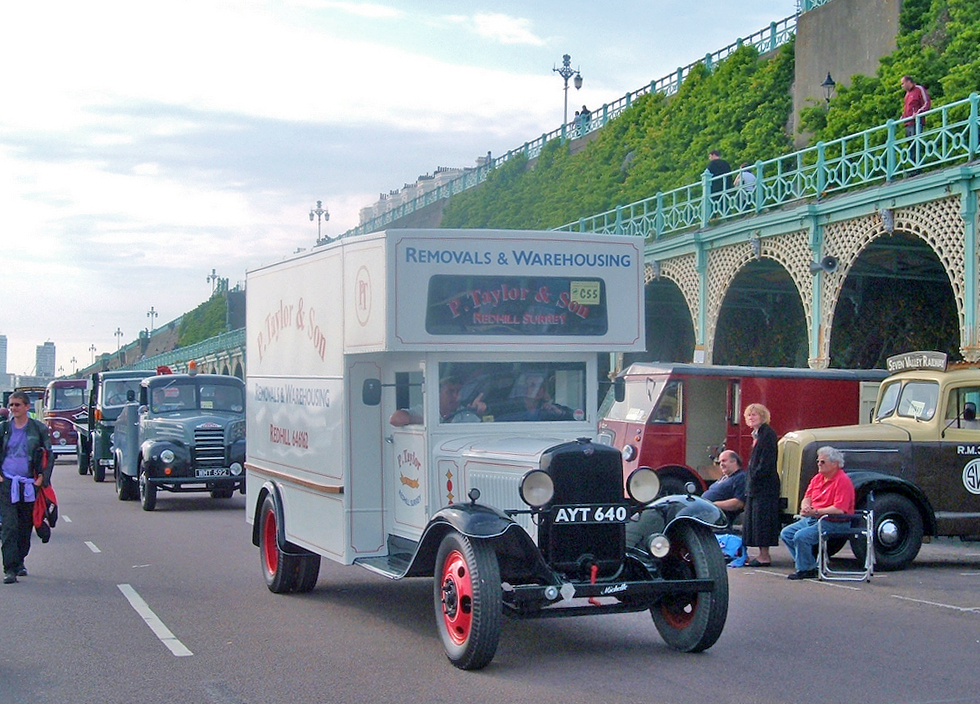
Camionnette Bedford à caisse de 2 t (1933)
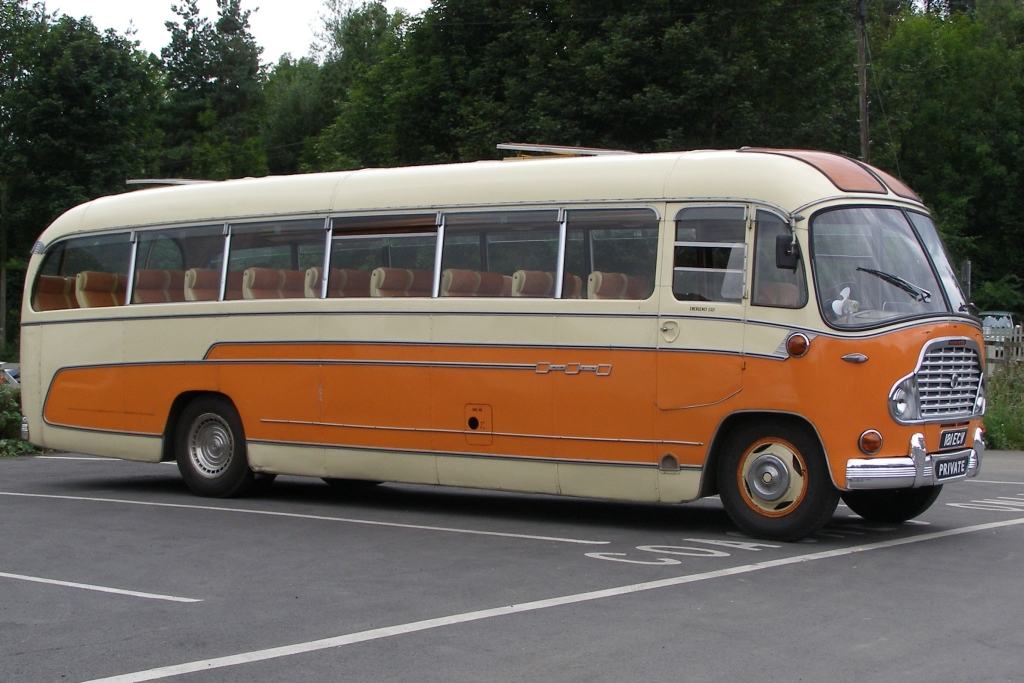
Autocar Bedford SB à carrosserie Duple (1959)
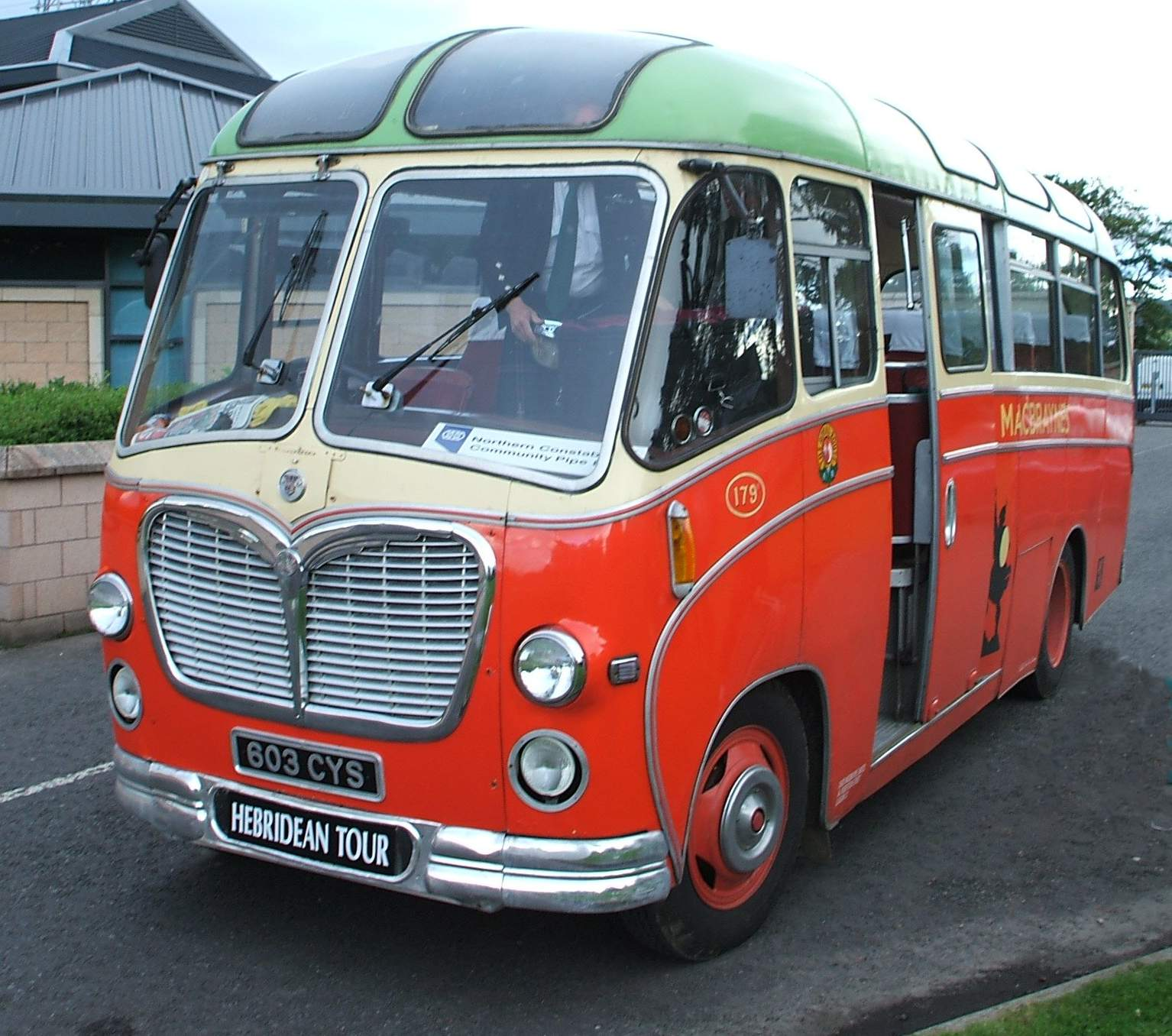
Autocar Bedford C à carrosserie Duple (1961)
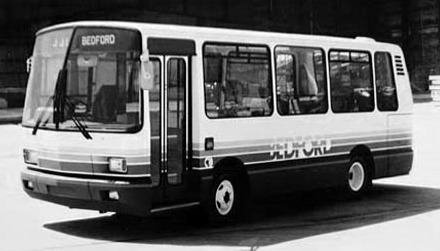
Minibus Bedford JJL (rare)
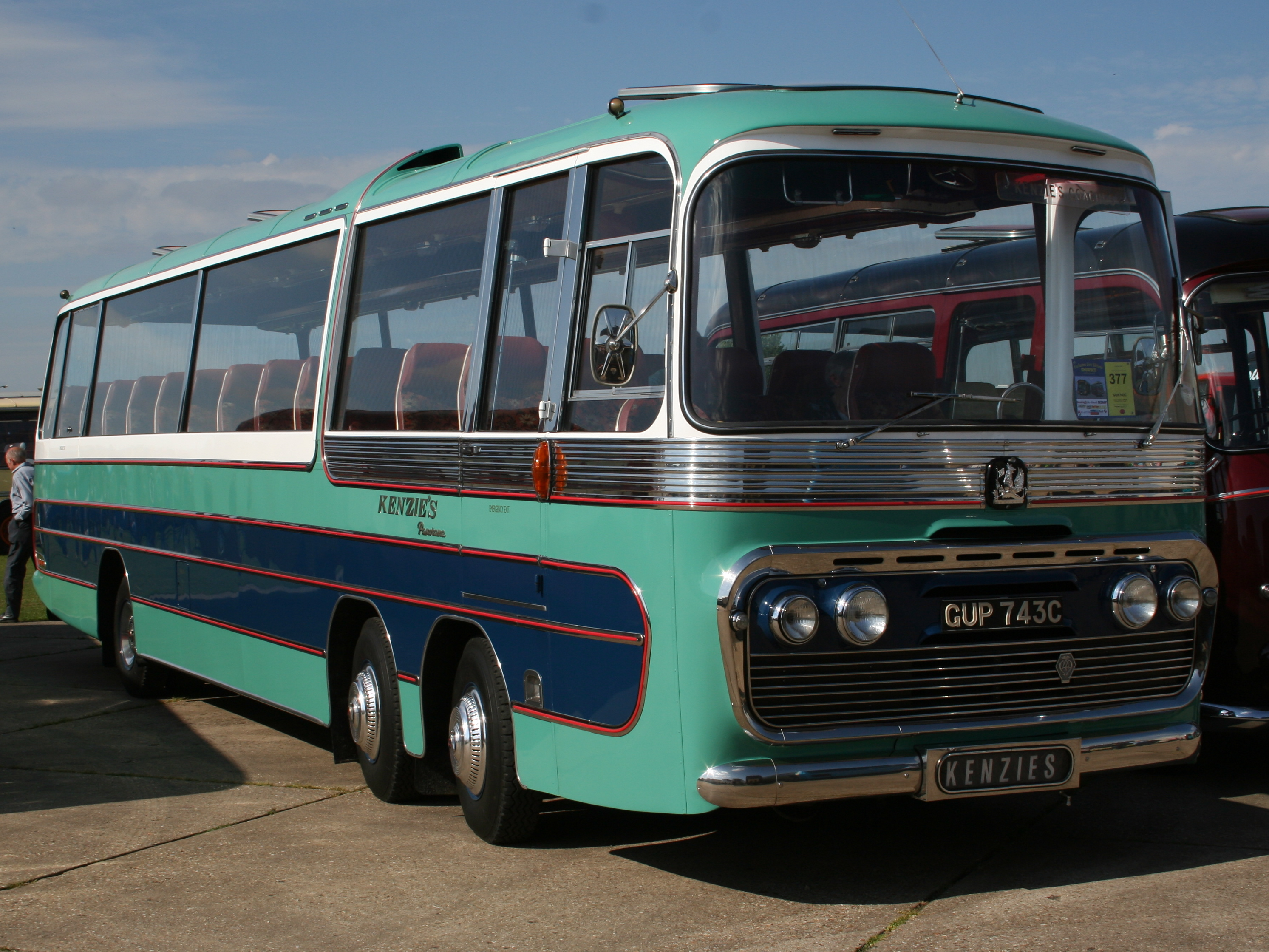
Bedford VAL twin steer coach
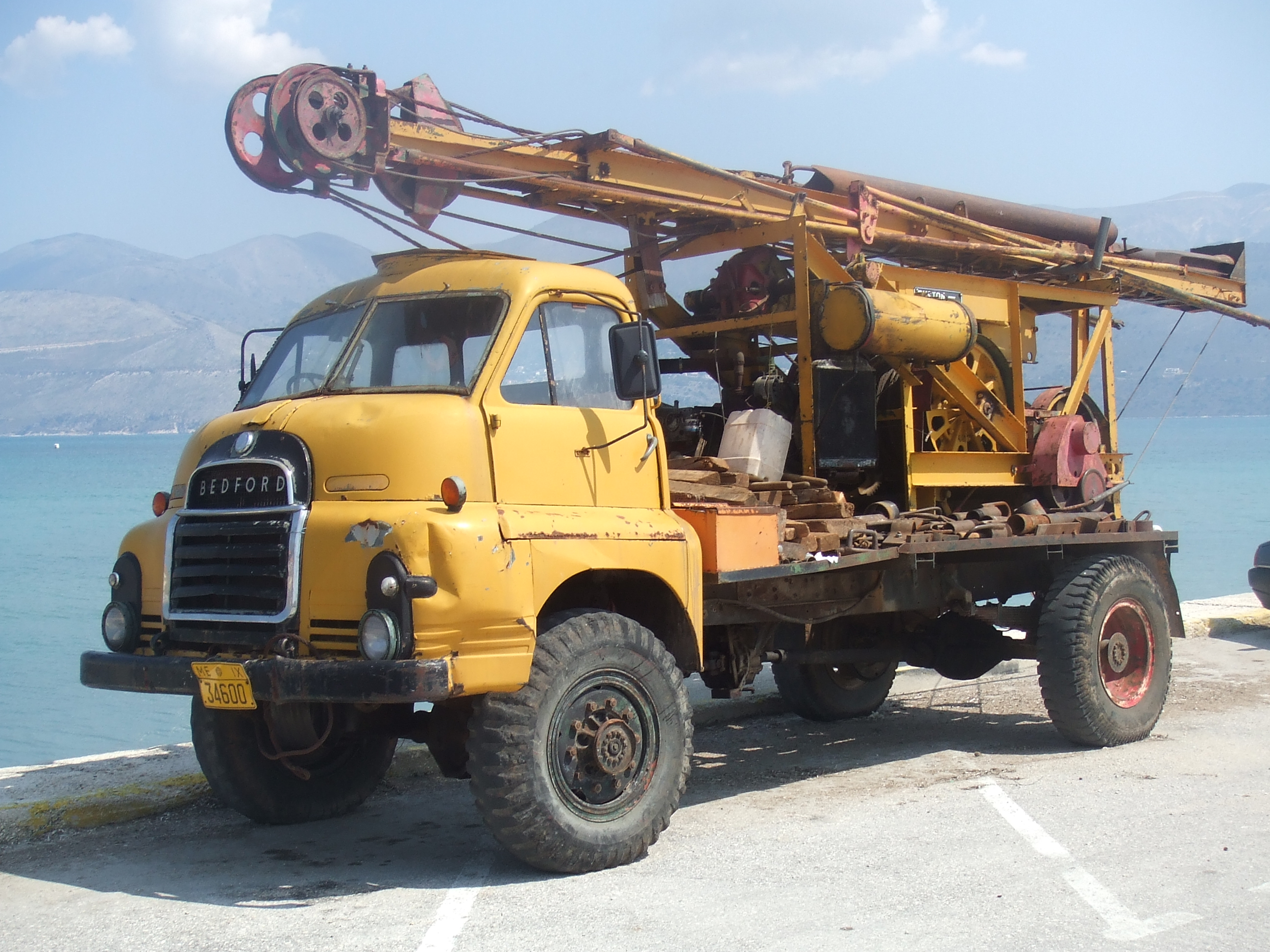
Camion de forage Bedford 4 WD (4 roues motrices)
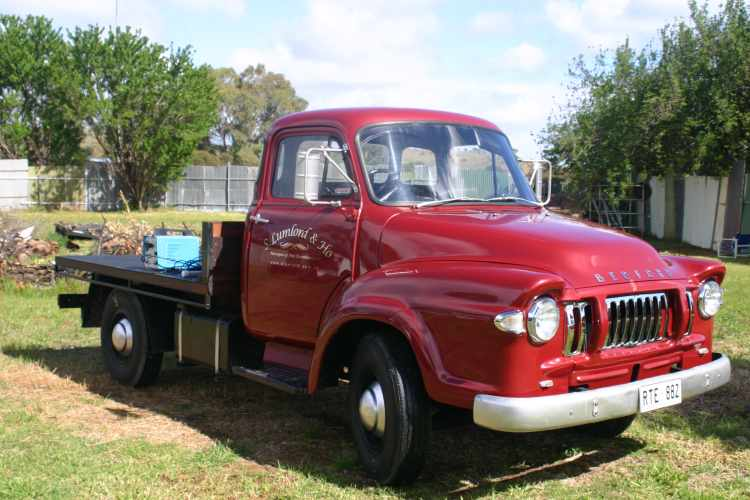
Bedford TJ J1 (1967)
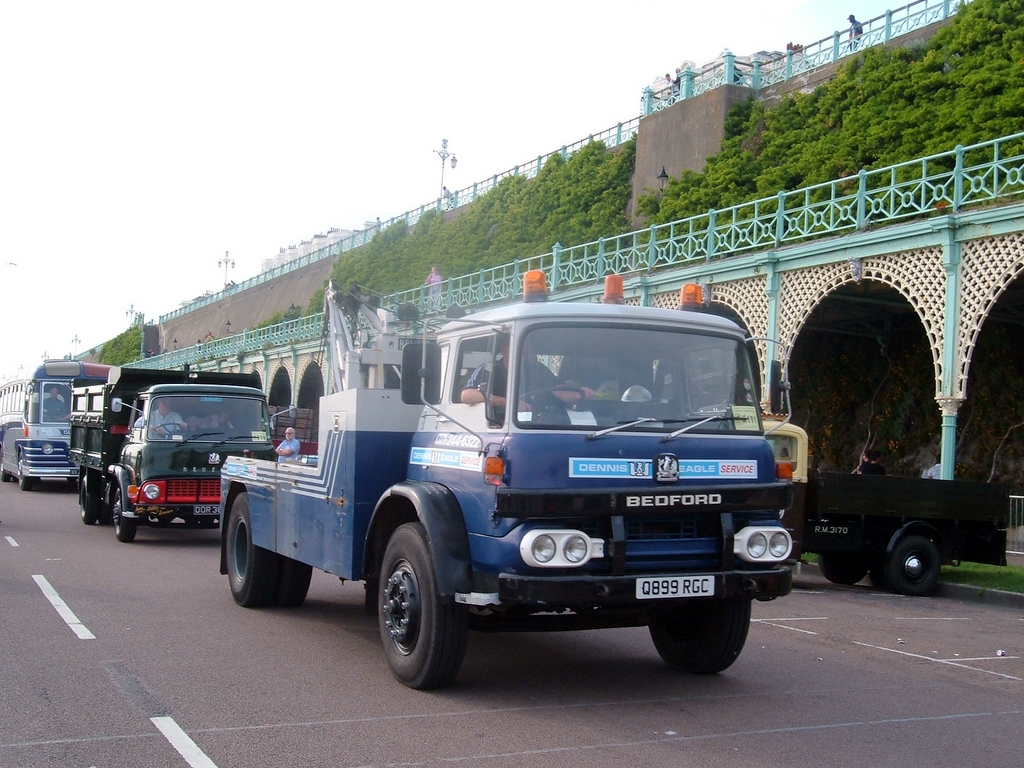
Dépanneuse Bedford KM (1974)
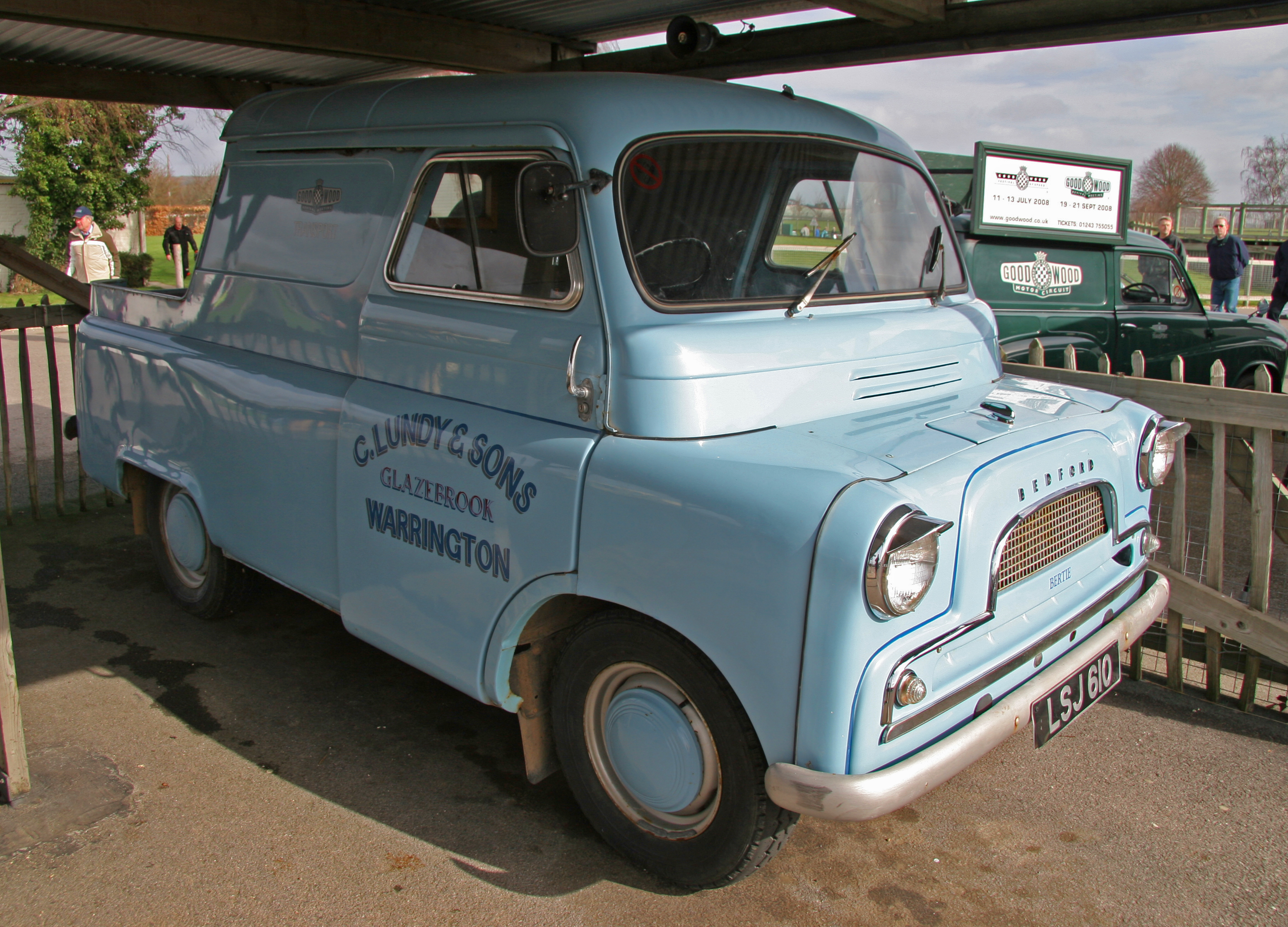
Bedford CA
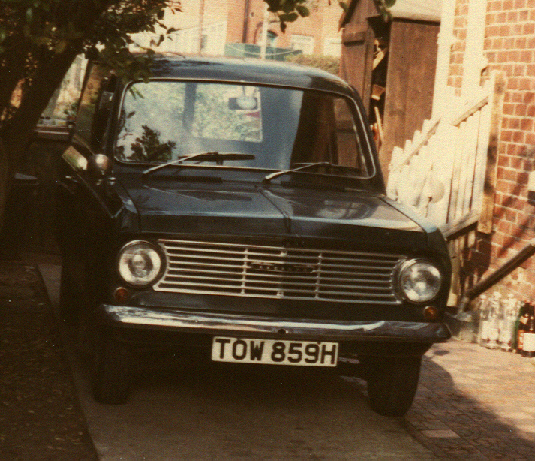
Camionnette Bedford HA (1970)
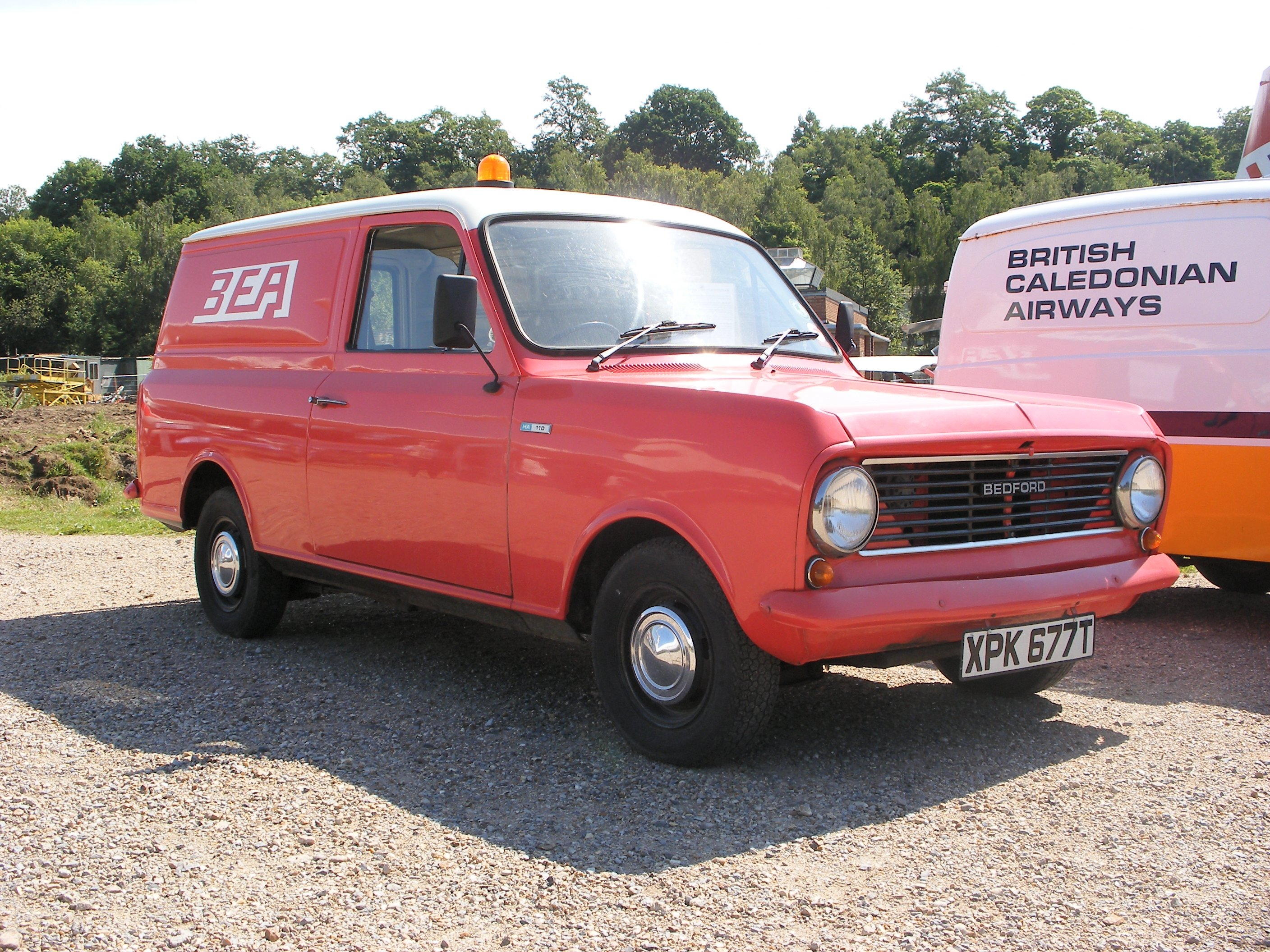
Camionnette Bedford HA en livrée BEA, musée de Brooklands, Weybridge (1978)
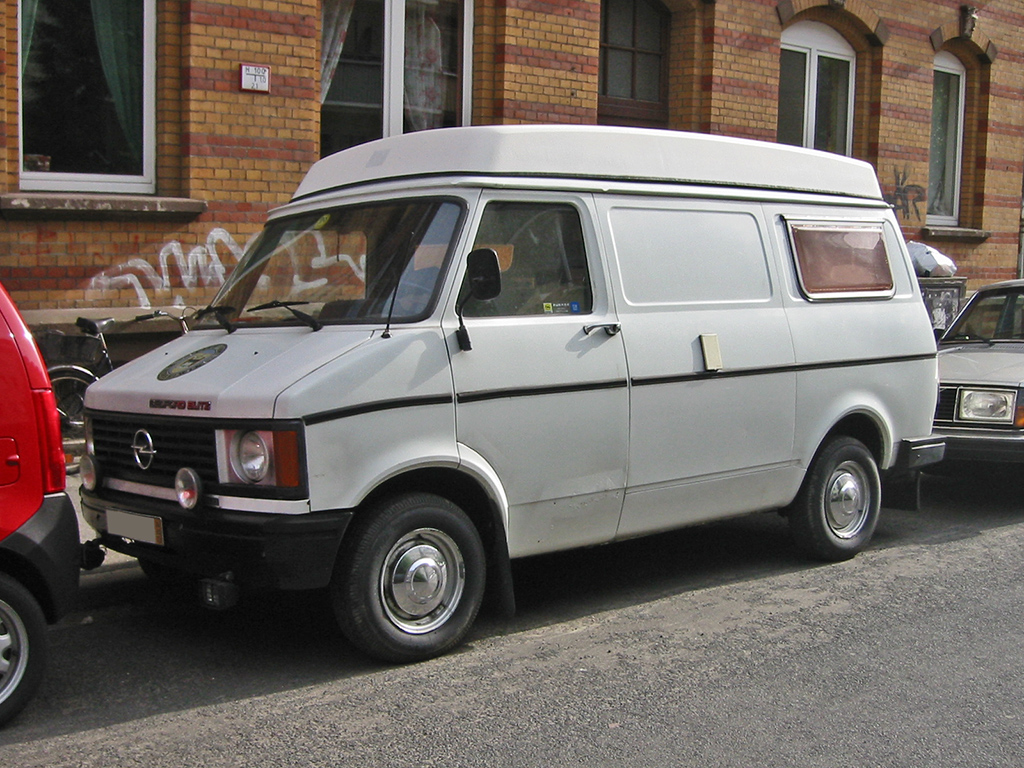
Bedford Blitz (désignation allemande) ou Bedford CF (désignation britannique)
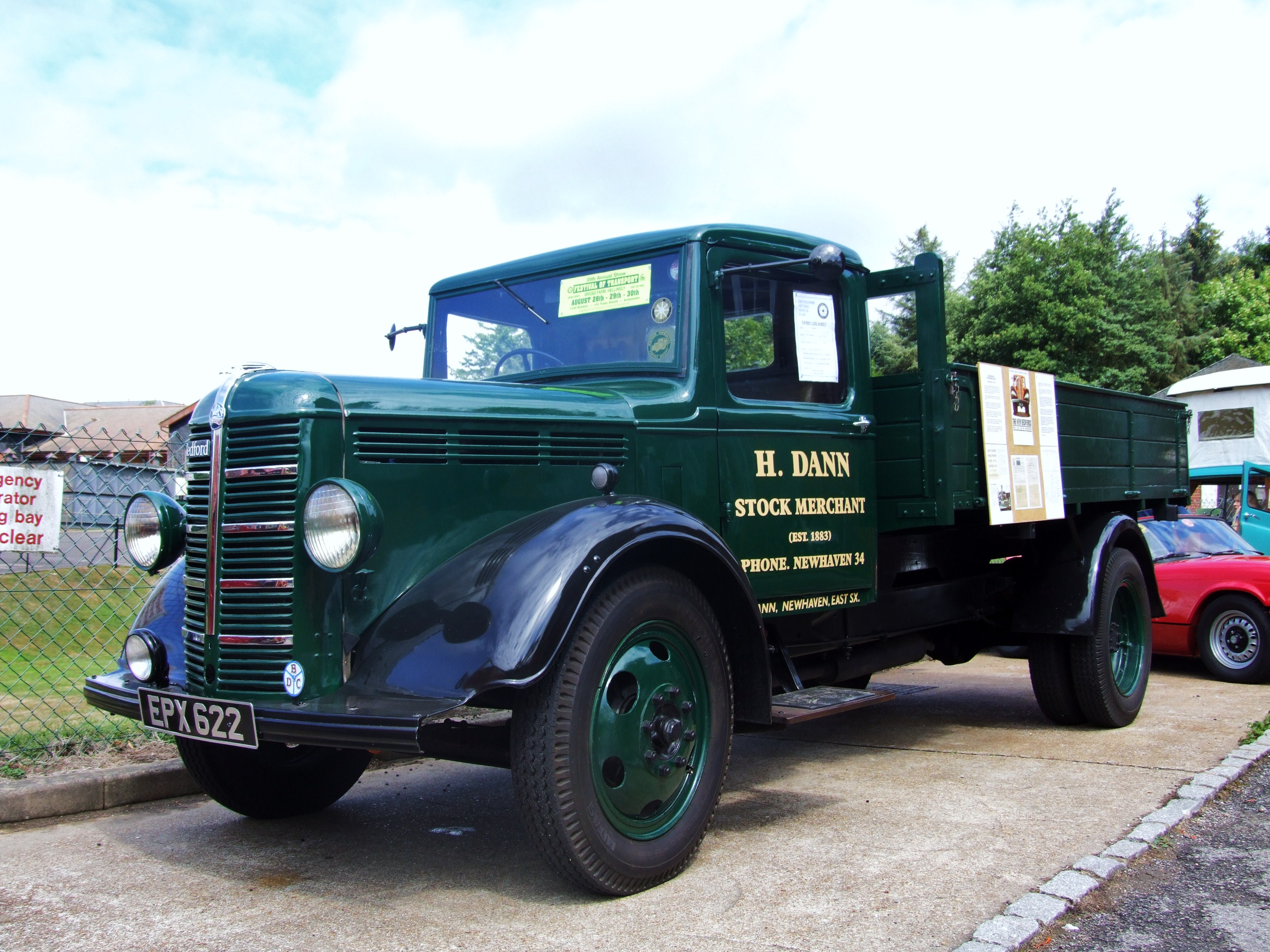
Camion restauré
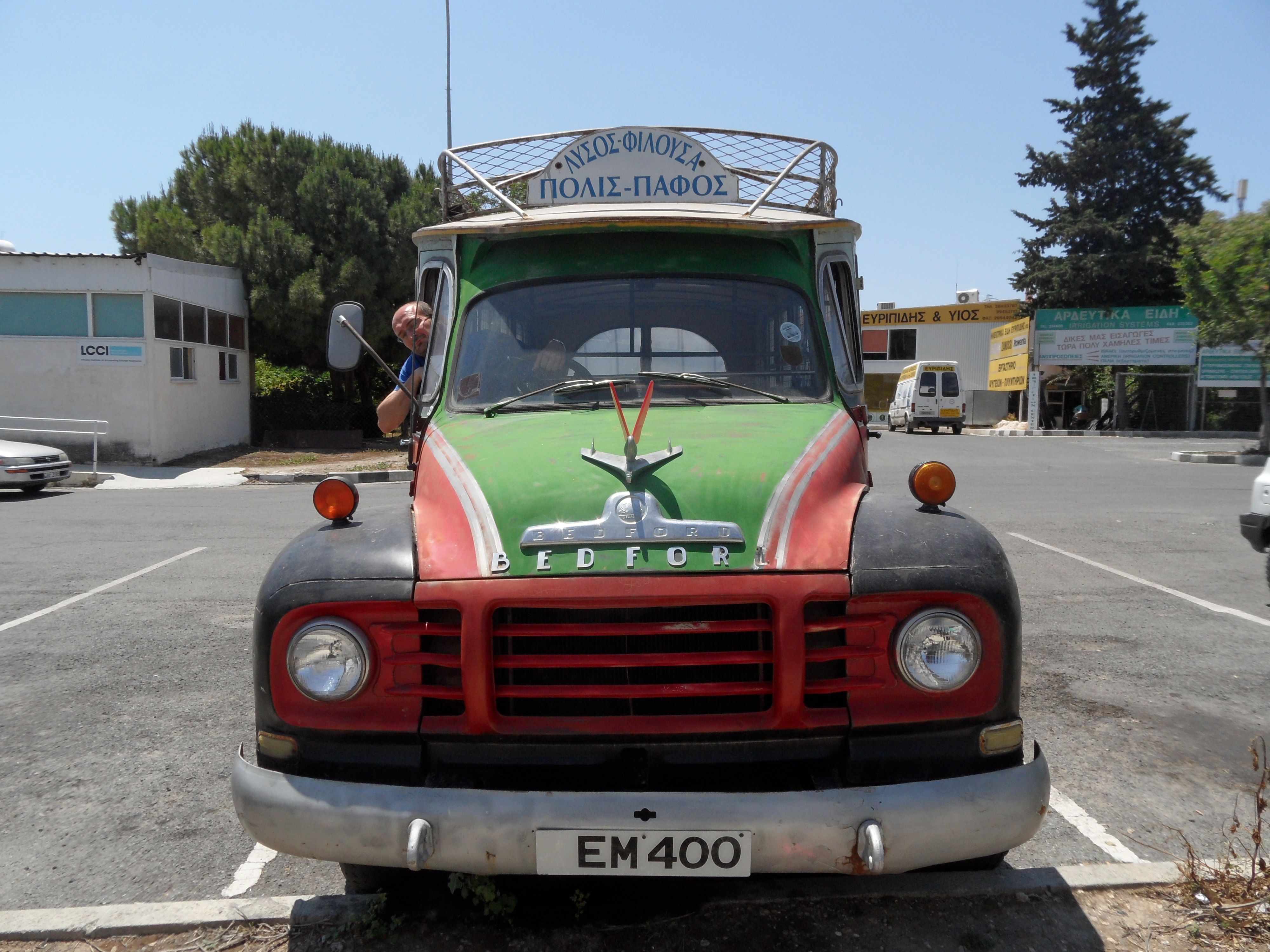
Autocar Bedford (années 1950)